# Thiếp Mộc Nhi
Thiếp Mộc Nhi (tiếng Ba Tư: تیمور Timūr, tiếng Sát Hợp Đài: Temür, tiếng Uzbek: Temur, chữ Hán: 帖木兒; 8 tháng 4 năm 1336— 18 tháng 2 năm 1405), còn được biết đến trong sử sách với tên gọi Tamerlane (tiếng Ba Tư: تيمور لنگ Timūr(-e) Lang), là hoàng đế, chính trị gia, nhà quân sự kiệt xuất người Đột Quyết – Mông Cổ và là người sáng lập ra Đế quốc Timurid ở Ba Tư và Trung Á. Là một trong những người chưa thua một trận chiến nào trong suốt cuộc đời, ông được nhiều người coi là một trong những nhà lãnh đạo và chiến lược gia quân sự vĩ đại nhất trong lịch sử. Thiếp Mộc Nhi cũng được coi là người bảo trợ lớn cho nghệ thuật và kiến trúc, khi ông tiếp xúc với các trí thức như Ibn Khaldun và Hafiz-i Abru và triều đại của ông đã bắt đầu thời kỳ Phục hưng Timurid.
Được sinh ra trong liên minh Ba Lỗ ở vùng Transoxiana, Thiếp Mộc Nhi giành lấy quyền kiểm soát ở miền tây Hãn quốc Sát Hợp Đài vào năm 1370. Từ cơ sở này, ông đã ra sức bành trướng, xâm lược nhiều nơi ở Tây, Nam và Trung Á, vùng Kavkaz và miền nam nước Nga, và ông đã trở thành vị vua Hồi giáo hùng mạnh nhất sau khi đánh bại quân đội nhà Mamluk của Ai Cập và Syria, chinh phạt đế quốc Ottoman và làm suy yếu Vương triều Hồi giáo Delhi. Từ những cuộc chinh phạt này, ông đã thành lập nên Đế quốc Timurid. Ông đã cai trị một đế quốc mà ngày nay trải dài từ Nam Thổ Nhĩ Kỳ, Syria, Iraq, Kuwait và Iran, xuyên qua Trung Á bao gồm một phần của Kazakhstan, Afghanistan, Azerbaijan, Gruzia, Turkmenistan, Uzbekistan, Kyrgyzstan, Pakistan, Ấn Độ, và thậm chí vươn đến Kashgar ở Trung Quốc. Bắc Iraq vẫn còn nằm dưới quyền của người Assyria Kitô giáo cho đến khi bị Thiếp Mộc Nhi phá hủy.
Thiếp Mộc Nhi được xem như là một trong những nhà chinh phạt du mục lớn cuối cùng ở thảo nguyên Á-Âu. Quân đội đa sắc tộc của ông đã gieo rắt nỗi sợ hãi trên khắp châu Á, châu Phi và châu Âu bằng các cuộc bành trướng quân sự đẫm máu trên diện rộng. Các học giả ước tính rằng các chiến dịch quân sự của Thiếp Mộc Nhi đã gây ra cái chết của 17 triệu người, chiếm khoảng 5% dân số thế giới vào thời điểm đó. Trong số tất cả các khu vực mà ông ta chinh phục, Khwarazm phải hứng chịu nhiều nhất từ các cuộc thảo phạt, vì người dân ở đó đã nổi dậy nhiều lần để chống lại sự cai trị của ông.
Là người có dòng dõi Đột Quyết – Mông Cổ, Timur chịu thấm nhuần trong văn hóa Ba Tư.
Ông đã khao khát phục hưng lại Đế quốc Mông Cổ, thế nhưng trận chiến ác liệt nhất của ông là chiến dịch quân sự trước hãn quốc Kim Trướng của Mông Cổ, một cuộc xung đột không thể tránh khỏi sau chiến dịch trước đó của ông nhằm tiêu diệt Tokhtamysh. Ông tự cho mình là một ghazi (chiến binh thần của đạo Hồi), nhưng các trận đánh lớn nhất của ông lại là trước các quốc gia Hồi giáo khác.
Là một người có niềm đam mê với nghệ thuật và kiến trúc, ông đã bảo trợ cho những lĩnh vực này khi thu dụng những nghệ nhân và thợ thủ công có tài, để xây dựng và trang trí những công trình thảo mộc hoành tráng ở quê nhà. Tuy nhiên, ông cũng cướp đoạt, giết chóc, thảm sát và phá hủy các trung tâm học thuật vĩ đại của các quốc gia đối địch trong các cuộc chinh phạt của mình. Điều này khiến hình tượng của ông trở thành một đề tài gây tranh cãi ở một số quốc gia như Ấn Độ, Tây Á và Iran, và ông đặc biệt bị ghê ghét ở các xứ này. Tuy nhiên, nhiều người Trung Á lại dành cho ông một sự ngưỡng mộ, nhiều người đã đặt tên con cái của mình theo tên ông còn văn học Ba Tư gọi ông là "Teymour, kẻ chinh phục Thế giới" (Ba Tư: تیمور جهانگير‎ ).

## Tiểu sử

### Phả hệ

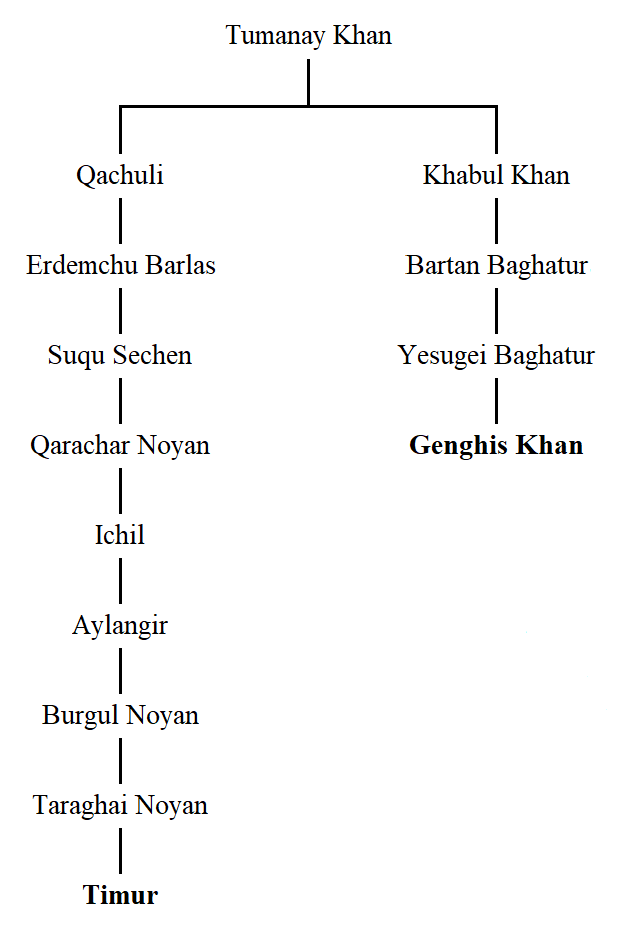
Quan hệ theo phả hệ Timur và Thành Cát Tư Hãn.

Thông qua cha mình, Timur tự nhận mình là hậu duệ của Tumanay Khan, tổ tiên dòng dõi nam mà ông có chung với dòng dõi phả hệ của Thành Cát Tư Hãn - một người cũng là nhà chinh phục Mông Cổ, đã tiến hành Tây tiến sau khi đã thành lập nên Đế quốc Mông Cổ. Chắt của Tumanay là Qarachar Noyan, bộ tướng của hoàng đế, người sau này đã hỗ trợ con trai sau này của Sát Hợp Đài trong việc cai trị Transoxiana.  Mặc dù không có nhiều đề cập đến Qarachar trong các ghi chép thế kỷ 13 và 14, các nguồn sau này của Timurid đã nhấn mạnh rất nhiều đến vai trò của ông trong lịch sử sơ khai của Đế chế Mông Cổ. Những sử sách này cũng ghi rằng Thành Cát Tư Hãn sau này đã thiết lập "mối quan hệ phụ tử và huyết tộc" bằng cách gả con gái của Sát Hợp Đài cho Qarachar. Thông qua nguồn gốc được cho là của mình từ cuộc hôn nhân này, Timur tuyên bố có quan hệ họ hàng với Sát Hợp Đài.
Nguồn gốc của mẹ Timur, khả đôn Tekina, ít rõ ràng hơn. Zafarnama chỉ nói tên của bà ấy mà không đưa ra bất kỳ thông tin nào liên quan đến lý lịch của bà. Viết vào năm 1403, Jean, Tổng Giám mục của Sultaniyya tuyên bố rằng bà có xuất thân thấp hèn. Mu'izz al-Ansab, được viết nhiều thập kỷ sau đó, nói rằng bà ấy có quan hệ họ hàng với bộ tộc Yasa'uri, có vùng đất giáp với Barlas. Ibn Khaldun kể lại rằng chính Timur đã mô tả cho ông nguồn gốc của mẹ mình từ anh hùng Ba Tư huyền thoại Manuchehr. Ibn Arabshah cho rằng bà là hậu duệ của Thành Cát Tư Hãn. Sách của Timur thế kỷ 18 xác định bà là con gái của 'Sadr al-Sharia', được cho là ám chỉ học giả Hanafi Ubayd Allah al-Mahbubi của Bukhara.
Phả hệ giả mạo ghi trên bia mộ của ông đã mang xuất thân của ông về với Ali, cũng như sự hiện diện của những người Shiite trong quân đội của ông, khiến cho một số nhà quan sát và học giả gọi ông là một người theo Shia. Tuy nhiên, người cố vấn tôn giáo chính thức của ông là học giả Hanafite tên gọi là Abd alJabbar Khwarazmi. Có bằng chứng cho thấy ông đã chuyển qua Nusayri dưới sự ảnh hưởng của Sayyed Barakah, một lãnh đạo Nusayri từ người thầy thông thái của ông, Balkh. Ông cũng đã cho xây một trong những tòa nhà đẹp nhất của ông tại mộ của Ahmed Yesevi, một vị thánh Sufi Đột Quyết có ảnh hưởng, người đã có nhiều hoạt động truyền bá Hồi giáo Sunni trong các nhóm dân du mục.

Bảo tàng Amir Тemur ở Tashkent

### Thời thơ ấu
Timur được sinh ra gần Kesh (thành phố Shahr-e Sabz, Uzbekistan ngày nay) thuộc lãnh thổ của hãn quốc Sát Hợp Đài, cách Samarkand 80 km về phía nam, trong khu vực Transoxiana lịch sử. Tên Temur của ông có nghĩa là "Sắt" trong tiếng Sát Hợp Đài, tiếng mẹ đẻ của ông ta. Theo ý kiển của John Joseph Saunders, Timur vốn là một người đã Ba Tư hoá chứ không phải là dân du mục. Ông là hậu duệ của Thiết Mộc Chân tức là Thành Cát Tư Hãn, nhánh của dòng Sát Hợp Đài. Timur là ông nội của quốc vương Timurid, nhà thiên văn học và toán học Ulugh Beg, người trị vì Trung Á từ năm 1411 đến năm 1449, và là ông cố của Babur (1483–1530), người sáng lập ra Đế quốc Mughal, đế chế sau đó cai trị gần như toàn bộ tiểu lục địa Ấn Độ.
Các sử sách về triều đại Timurid sau đó cho rằng Timur sinh ngày 8 tháng 4 năm 1336, nhưng hầu hết các nguồn từ cuộc đời của ông đều đưa ra tuổi phù hợp với ngày sinh vào cuối thập niên 1320. Manz nghi ngờ năm 1336 được thiết kế để gắn Timur với di sản của Abu Sa'id Bahadur Khan, người cai trị cuối cùng của hãn quốc Kim Trướng và là hậu duệ của Hulagu Khan, người đã chết vào năm đó.
Cha của ông, Taraghay, là tù trưởng bộ lạc Ba Lỗ, một bộ lạc du mục nói tiếng Đột Quyết bộ lạc có xuất xứ Mông Cổ có gốc gác từ người chỉ huy Mông Cổ Qarachar Barlas. Taraghay là chắt trai của Qarachar Noyon và, nổi bật trong các thành viên thị tộc bạn bè của mình là người đầu tiên chuyển sang Hồi giáo, Taraghay có thể đã kế thừa hưởng được thứ vị cao trong quân đội do thừa kế; giống như cha mình là Burkul. Tuy nhiên, nhà sử học Beatrice Forbes Manz tin rằng Timur có thể sau này đã đánh giá thấp vị trí xã hội của cha mình, để làm cho những thành công của chính mình trở nên đáng chú ý hơn. Người này cho rằng mặc dù không được cho là có quyền lực đặc biệt, nhưng Taraghai rất giàu có và có ảnh hưởng. Điều này được thể hiện qua việc Timur trở về quê hương của mình sau cái chết của cha vào năm 1360, cho thấy mối quan tâm về gia sản của ông. Ý nghĩa xã hội của Taraghai được Arabshah ám chỉ, người đã mô tả ông như một ông trùm trong triều đình của Amir Husayn Qara'unas. Thêm vào đó, cha của Amir vĩ đại Hamid Kereyid Moghulistan được cho là bạn của Taraghai.
Trong thời thơ ấu của mình, Timur và một nhóm bạn của ông thường đột kích các lữ khách du mục để ăn cắp hàng hóa của họ, đặc biệt là động vật như cừu, ngựa và gia súc. Vào khoảng năm 1363, người ta tin rằng Timur đã cố gắng đánh cắp một con cừu từ một người chăn cừu nhưng bị bị bắn bởi hai mũi tên, một mũi tên vào chân phải và một mũi tên khác vào tay phải, nơi ông bị mất hai ngón tay. Cả hai vết thương đều khiến ông tàn tật suốt đời. Một số người tin rằng Timur bị thương tật khi làm lính đánh thuê cho hãn quốc Sistan ở Khorasan, nơi ngày nay là Dashti Margo ở tây nam Afghanistan. Những chấn thương thể xác của Timur đã khiến người châu Âu gọi ông  là Timur the Lame và Tamerlane.:31
Cha Taraghay của ông dù là người có gia thế, lại ưa thích cuộc sống ẩn dật và nghiên cứu. Taraghay cuối cùng đã ẩn dật ở một tu viện Hồi giáo, nói với con trai mình rằng "thế giới là một cái bình xinh đẹp đầy rẫy những con bọ cạp." Nhờ tầm nhìn của người cha, nền tảng giáo dục ban đầu của Timur đã đạt tới mức mà đến tuổi 20, ông không những đã tinh thông các hoạt động ngoài trời mà còn là một người có học thức cũng như thuộc lòng kinh Qur'an. Như cha của mình, Timur là một người theo Hồi giáo và chịu ảnh hưởng của dòng Sufi.

## Lãnh đạo quân sự

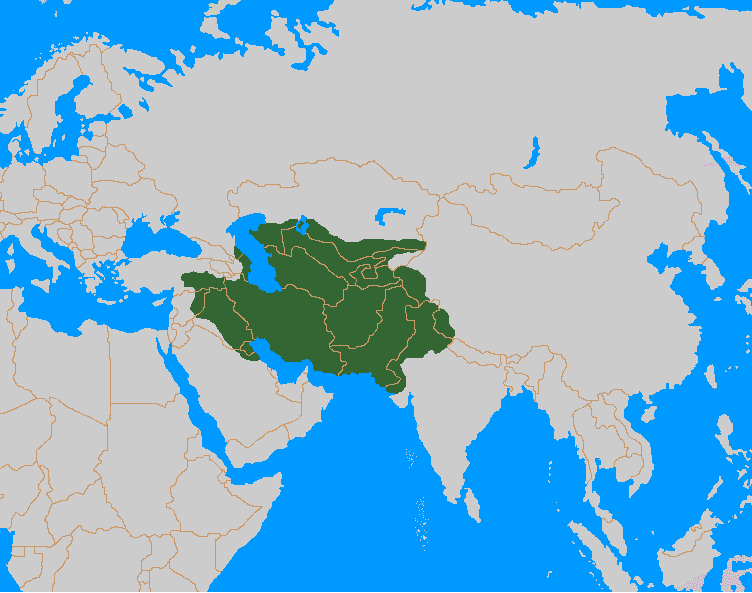
Đế quốc Timurid của Tamerlane

Ông bắt đầu sự nghiệp quân sự vĩ đại của mình sau khi khởi sự thành công ở vùng Transoxania (hiện nay là Uzbekistan) thông qua các chiến dịch quân sự.
Vào khoảng năm 1360, Timur trở nên nổi tiếng với tư cách là một nhà lãnh đạo quân sự có quân chủ yếu là những người thuộc bộ lạc Turk trong khu vực. Ông đã tham gia vào các chiến dịch ở Transoxiana với khả hãn của hãn quốc Sát Hợp Đài. Đồng minh với bản thân cả về nguyên nhân lẫn mối liên hệ gia đình với Qazaghan, kẻ truất ngôi và kẻ hủy diệt Volga Bulgaria, ông xâm lược Khorasan bằng hàng nghìn kỵ binh. Đây là cuộc viễn chinh quân sự thứ hai mà ông dẫn đầu, và thành công của nó đã dẫn đến các hoạt động tiếp theo, trong số đó là việc khuất phục Khwarezm và Urgench.
Sau khi Qazaghan bị sát hại, các tranh chấp nảy sinh giữa nhiều người tranh chấp quyền lực chủ quyền. Tughlugh Timur của Kashgar, khả hãn của Đông hãn quốc Sát Hợp Đài, một hậu duệ khác của Thành Cát Tư hãn, xâm lược, làm gián đoạn cuộc đấu đá nội bộ này. Timur được cử đi đàm phán với kẻ xâm lược nhưng thay vào đó lại tham gia cùng với hắn và được thưởng vùng đất Transoxania. Vào khoảng thời gian này, cha ông qua đời và Timur cũng trở thành thủ lĩnh của Ba Lỗ. Tughlugh sau đó đã cố gắng đưa con trai mình Ilyas Khoja qua Transoxania, nhưng Timur đã đẩy lùi cuộc xâm lược này với một lực lượng nhỏ hơn.

## Nâng cao quyền lực

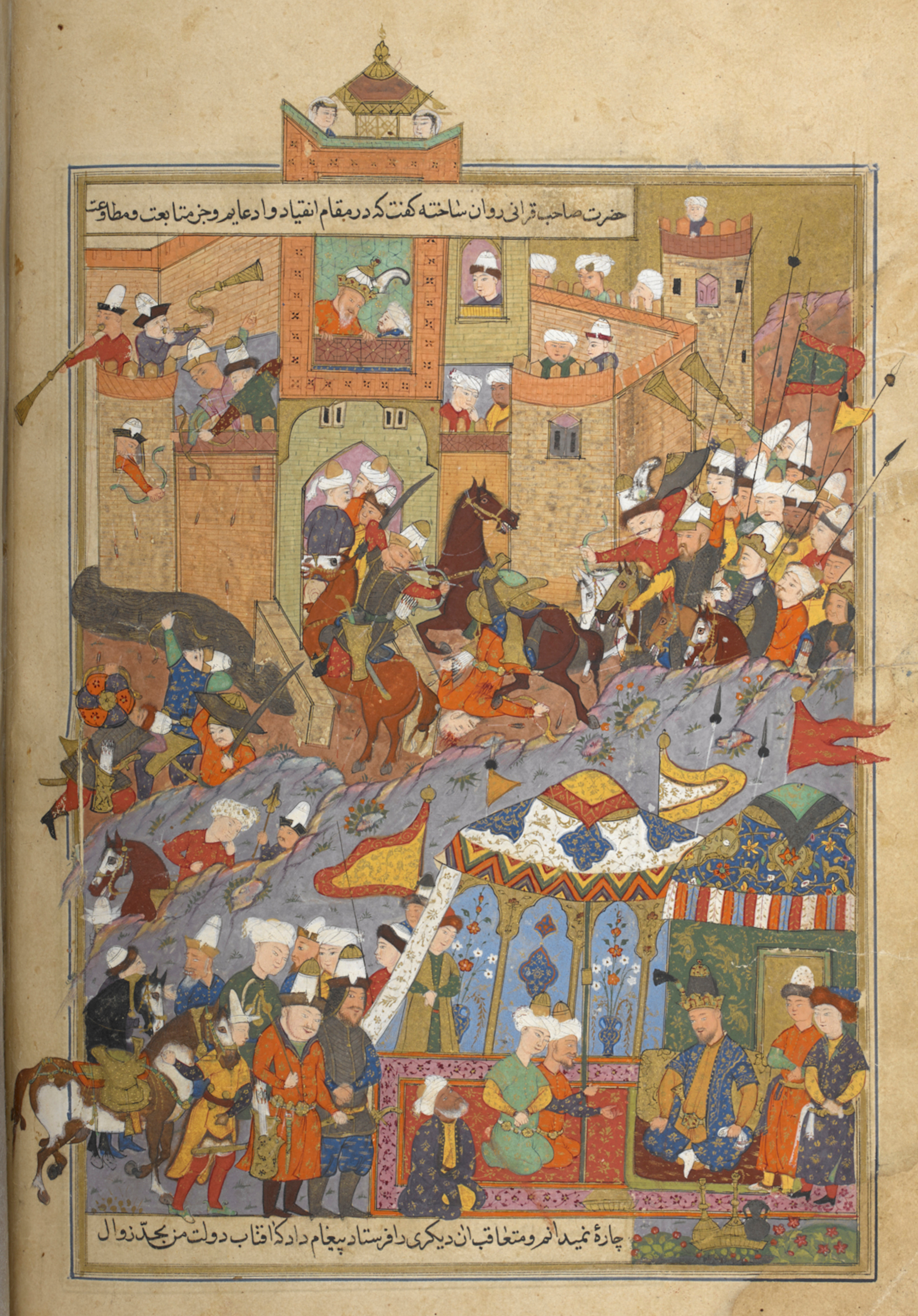
Timur chỉ huy trận Balkh năm 1370

Chính trong thời kỳ này, Timur đã giảm quyền lực của các khả hãn Sát Hợp Đài xuống vị trí bù nhìn trong khi ông cai trị nhân danh họ. Cũng trong thời gian này, Timur và anh rể Amir Husayn, những người trước đây là đồng bọn đào tẩu và lang thang, đã trở thành đối thủ và chống lại nhau. Mối quan hệ giữa họ trở nên căng thẳng sau khi Husayn từ bỏ nỗ lực thực hiện mệnh lệnh của Timur để kết liễu Ilya Khoja (cựu thống đốc của Mawarannah) gần Tashkent.
Timur có được những người ủng hộ ở Balkh, bao gồm các thương gia, đồng bào, giáo sĩ Hồi giáo, tầng lớp quý tộc và công nhân nông nghiệp, vì lòng tốt của ông trong việc chia sẻ đồ đạc của mình với họ. Điều này trái ngược với hành vi của Husayn, người đã xa lánh những tầng lớp này, lấy đi nhiều tài sản của họ thông qua luật thuế nặng của ông ta và tiêu tiền thuế một cách ích kỷ để xây dựng các công trình phức tạp. Khoảng năm 1370, Husayn đầu hàng Timur và sau đó bị ám sát, cho phép Timur được chính thức tuyên bố có chủ quyền tại Balkh. Ông kết hôn với vợ của Husayn là Saray Mulk Khanum, hậu duệ của Thành Cát Tư Hãn, cho phép ông trở thành người cai trị đế quốc của bộ tộc Sát Hợp Đài.

## Hợp pháp hóa quy tắc của Timur
Di sản Turk-Mông Cổ của Timur mang lại cơ hội và thách thức khi ông tìm cách thống trị Đế chế Mông Cổ và thế giới Hồi giáo. Theo truyền thống của người Mông Cổ, Timur không thể xưng tước hiệu hãn hay cai trị Đế quốc Mông Cổ vì ông không phải là hậu duệ của Thành Cát Tư Hãn. Do đó, Timur đã thiết lập một con rối là khả hãn của hãn quốc Sát Hợp Đài, Suyurghatmish, làm người cai trị danh nghĩa của Balkh khi hắn giả vờ đóng vai trò là "người bảo vệ thành viên của dòng Bột Nhi Chỉ Cân, tức con trai cả của Thành Cát Tư Hãn, Truật Xích". Thay vào đó, Timur sử dụng danh hiệu Amir có nghĩa là tướng quân, và hành động dưới danh nghĩa của người cai trị Sát Hợp Đài ở Transoxania. Để củng cố vị trí này, Timur đã tuyên bố tước hiệu Guregen (con rể hoàng gia) khi kết hôn với Saray Mulk Khanum, một công chúa thuộc dòng dõi Bột Nhi Chỉ Cân.
Đối với danh hiệu hãn, Timur tương tự không thể tuyên bố danh hiệu tối cao của thế giới Hồi giáo, Khalifah, bởi vì "chức vụ chỉ giới hạn ở Quraysh, bộ tộc của Nhà tiên tri Muhammad". Do đó, Timur đã phản ứng với thách thức bằng cách tạo ra một huyền thoại và hình ảnh về bản thân ông như một "sức mạnh cá nhân siêu nhiên" do Chúa ban cho. Mặt khác, ông được mô tả là hậu duệ tinh thần của Ali, do đó được mang dòng dõi của cả Thành Cát Tư Hãn và Quraysh.

## Giai đoạn bành trướng

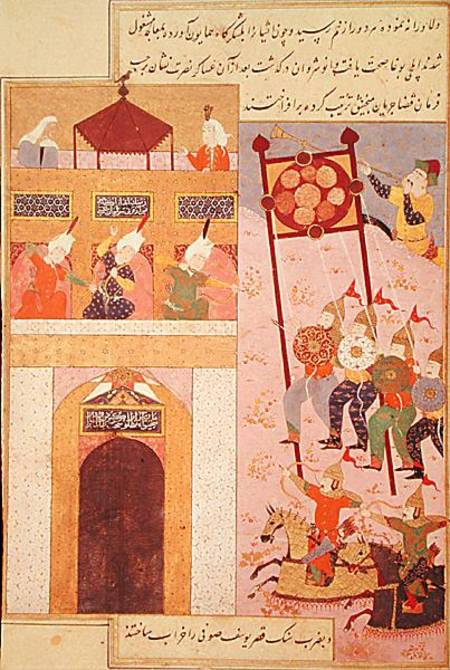
Timur bao vây Urganj.

Timur đã trải qua 35 năm tiếp theo trong nhiều cuộc chiến tranh và chinh phục. Ông không chỉ củng cố quyền cai trị của mình ở quê nhà bằng cách khuất phục những kẻ đối lập của mình, mà còn tìm cách mở rộng lãnh thổ bằng cách xâm phạm đất đai của các cường quốc bên ngoài. Các cuộc chinh phục của ông ở phía tây và tây bắc đã đưa ông đến các vùng đất gần Biển Caspi và đến bờ sông Ural và sông Volga. Các cuộc chinh phạt ở phía nam và tây nam bao gồm hầu hết các tỉnh ở Ba Tư, bao gồm Baghdad, Karbala và Bắc Iraq.
Một trong những đối thủ đáng gờm nhất của Timur là một người cai trị Mông Cổ khác, hậu duệ của Thành Cát Tư Hãn tên là Tokhtamysh. Sau khi tị nạn trong triều đình của Timur, Tokhtamysh trở thành người cai trị cả phía đông Kipchak và hãn quốc Kim Trướng. Sau khi gia nhập, ông đã tranh cãi với Timur về việc sở hữu Khwarizm và Azerbaijan. Tuy nhiên, Timur vẫn ủng hộ ông ta chống lại Đại công quốc Moskva và vào năm 1382 Tokhtamysh đã xâm chiếm quyền thống trị của người Muscovite và thiêu cháy Moskva.
Giáo hội Chính thống giáo Nga nói rằng sau đó, vào năm 1395, Timur, khi đến biên giới của Công quốc Ryazan, đã chiếm Yelets và bắt đầu tiến về phía Moskva. Đại hoàng tử Vasili I của Nga đi cùng một đội quân đến Kolomna và dừng lại bên bờ sông Oka. Các giáo sĩ đã mang biểu tượng Đức Mẹ Vladimir nổi tiếng từ Vladimir đến Moskva. Dọc đường mọi người quỳ gối cầu nguyện: "Lạy Mẹ Thiên Chúa, xin cứu lấy đất nước Nga!" Đột nhiên, quân đội của Timur rút lui. Để tưởng nhớ sự giải cứu kỳ diệu này giúp nước Nga thoát khỏi họa xâm lăng của Timur vào ngày 26 tháng 8, lễ kỷ niệm toàn Nga nhằm tôn vinh Cuộc gặp gỡ Biểu tượng Vladimir của Thánh Mẫu Thiên Chúa đã được thành lập.

## Chinh phục Ba Tư

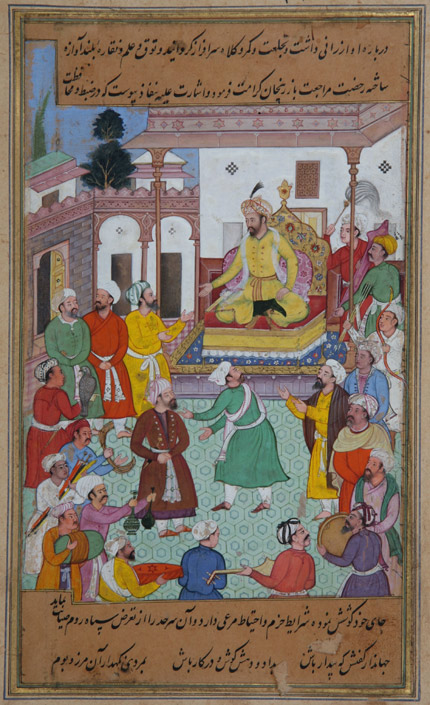
Timur chỉ huy chiến dịch xâm lược Gruzia.

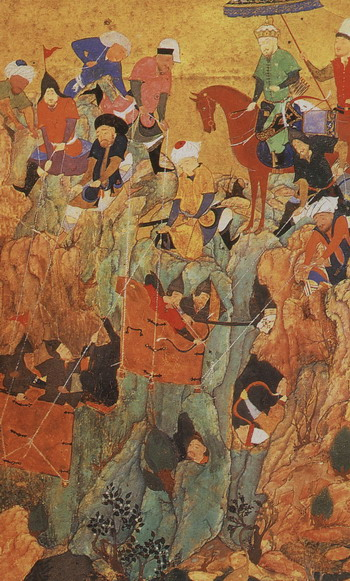
Quân đội Timur tấn công đám tàn quân ở Nerges, Gruzia, mùa xuân năm 1396.

Với lòng trung thành với các nhà cai trị khác trong khu vực, ông đã trải qua 10 năm tiếp theo để giành lãnh thổ, hỗ trợ Kim Trướng hãn quốc trong cuộc chiến chống Nga và đánh bại nhiều quân đội lớn. Nhưng đó chỉ là sự khởi đầu của những nỗ lực của ông, và năm 1383, Thiếp Mộc Nhi bắt đầu loạt chinh phục Ba Tư của mình, thách thức nhiều triều đại đối địch trong nỗ lực bảo vệ đế quốc của ông và mở rộng lãnh thổ của ông.
Sau cái chết của Abu Sa'id, người cai trị hãn quốc Y Nhi, vào năm 1335, có một khoảng trống quyền lực ở Ba Tư. Cuối cùng, Ba Tư rơi vào nội loạn, phân ra thành các nước Muzaffarid, Kartid, Eretnid, Chobanid, Injuid, Jalayirid và Sarbadar. Năm 1383, Timur bắt đầu cuộc chinh phục quân sự kéo dài của mình đối với Ba Tư, mặc dù ông đã cai trị phần lớn Khorasan của Ba Tư vào năm 1381, sau khi Khwaja Mas'ud, của nước Sarbadar đầu hàng. Timur bắt đầu chiến dịch Ba Tư của mình với Herat, kinh đô của Kartid. Khi Herat không đầu hàng, ông đã biến thành phố thành đống đổ nát và tàn sát hầu hết người dân ở đó; nó vẫn còn trong đống đổ nát cho đến khi Shah Rukh ra lệnh tái thiết. Sau đó Timur cử một vị Tướng quân đi đánh chiếm lực lượng nổi loạn ở Kandahar. Với việc chiếm được Herat, vương quốc Kartid đầu hàng và trở thành chư hầu của Timur; nó sau đó đã bị thôn tính hoàn toàn chưa đầy một thập kỷ sau đó vào năm 1389 bởi Miran Shah, con trai của Timur.
Sau đó Timur tiến về phía tây để đánh chiếm dãy núi Zagros, đi qua Mazandaran. Trong chuyến chinh phục qua phía bắc Ba Tư, ông đã chiếm được thị trấn Tehran lúc bấy giờ, thị trấn này đã chủ trương đầu hàng và do đó được đối xử nhân từ. Ông đã bao vây Soltaniyeh vào năm 1384. Người dân ở Khorasan nổi dậy một năm sau đó, vì vậy Timur đã tiêu diệt Isfizar, và các tù nhân thiêu sống trên tường. Năm tiếp theo, vương quốc Sistan, dưới triều đại Mihrabanid, bị tàn phá và kinh đô của nó tại Zaranj bị phá hủy. Timur sau đó quay trở lại kinh đô Samarkand của mình, nơi ông bắt đầu lập kế hoạch cho chiến dịch Gruzia và cuộc xâm lược Kim Trướng của mình. Năm 1386, Timur đi qua Mazandaran khi cố gắng chiếm Zagros. Ông đi đến gần thành phố Soltaniyeh, nơi ông đã chiếm được trước đó nhưng thay vào đó quay về phía bắc và chiếm được Tabriz với ít sự kháng cự, cùng với Maragha. Ông ta ra lệnh đánh thuế nặng người dân, giao quyền thu thuế cho Adil Aqa, người cũng được trao quyền kiểm soát Soltaniyeh. Adil sau đó bị xử tử vì Timur nghi ngờ ông ta tham nhũng.
Sau đó Timur chuyển hướng lên phía bắc để bắt đầu các chiến dịch chinh phục Gruzia và Kim Trướng, tạm dừng cuộc xâm lược toàn diện vào Ba Tư. Sau khi chiếm đa số miền Đông Ba Tư và đánh bại khả hãn Kim Trướng, Tokhtamysh, Thiếp Mộc Nhi và quân đội của ông đã chiếm đóng Moskva trong một năm. Tuy nhiên, trong thời gian ông vắng mặt ở Ba Tư, các cuộc nổi loạn lớn đã nổ ra để giành lại sự thống trị trong khu vực, nhưng tất cả đều bị quân đội của Thiếp Mộc Nhi đàn áp thẳng tay. Khi trở về, ông thấy các tướng lĩnh của mình đã làm rất tốt trong việc bảo vệ các thành phố và vùng đất mà ông đã chinh phục được ở Ba Tư. Mặc dù còn nhiều người nổi dậy, và con trai của ông, Miran Shah, người có thể đã nhiếp chính khi ông vắng mặt ở Ba Tư, bị buộc phải thôn tính các quốc gia chư hầu nổi loạn, tài sản của ông vẫn còn. Vì vậy, ông tiến hành đánh chiếm phần còn lại của Ba Tư, cụ thể là hai thành phố lớn phía nam Isfahan và Shiraz. Khi ông cùng quân đội của mình đến Isfahan vào năm 1387, chính quyền thành phố ngay lập tức đầu hàng; ông đối xử với họ với lòng thương xót tương đối như ông vẫn thường làm với các thành phố chủ động đầu hàng (không giống như Herat). Tuy nhiên, sau khi chính quyền Isfahan nổi dậy chống lại chính sách thuế của Timur bằng cách giết những người thu thuế và một số binh lính của Timur, ông đã ra lệnh thảm sát nhân dân của thành phố; số người chết được ước tính là từ 100.000 đến 200.000 người. Một nhân chứng tận mắt đếm được hơn 28 tòa tháp được xây dựng với khoảng 1.500 thủ cấp mỗi tháp. Điều này được mô tả là "việc sử dụng khủng bố có hệ thống chống lại các thị trấn... một yếu tố không thể thiếu trong yếu tố chiến lược của Tamerlane", mà ông ta coi là ngăn chặn đổ máu bằng cách ngăn cản sự kháng cự. Các cuộc tàn sát của ông là có chọn lọc và ông dung tha những người có tài năng về nghệ thuật và giáo dục. Điều này sau đó sẽ ảnh hưởng đến người chinh phục Ba Tư vĩ đại tiếp theo: Nader Shah.
Sau đó Timur bắt đầu một chiến dịch kéo dài 5 năm về phía tây vào năm 1392, tấn công người Kurd ở Ba Tư. Năm 1393, Shiraz bị chiếm đóng sau khi đầu hàng, và Muzaffarid trở thành nước chư hầu của Timur, mặc dù hoàng tử Shah Mansur sau đó nổi dậy nhưng bị đánh bại, và Muzafarid bị thôn tính hoàn toàn. Ngay sau khi Gruzia bị tàn phá đến nỗi Kim Trướng không thể sử dụng nó để đe dọa miền bắc Iran. Cùng năm đó, Timur bất ngờ chiếm được Baghdad vào tháng 8 bằng cách hành quân đến đó chỉ trong tám ngày từ Shiraz. Sultan Ahmad Jalayir chạy trốn đến Syria, nơi Mamluk Sultan Barquq bảo vệ ông và giết các sứ giả được phái đến của Timur. Timur để hoàng tử Sarbadar Khwaja Mas'ud cai quản Baghdad, nhưng ông đã phải bỏ chạy khi Ahmad Jalayir trở lại. Ahmad không được tôn trọng nhưng đã nhận được một số trợ giúp nguy hiểm từ Qara Yusuf của Qara Qoyunlu; ông bỏ trốn một lần nữa vào năm 1399 khi Timur đem quân đến tái chiếm Baghdad, lần này là đến đế quốc Ottoman.

### Chiến tranh với Tokhtamysh
Trong khi đó, Tokhtamysh, nay là khả hãn của hãn quốc Kim Trướng, đã quay lưng lại với người bảo trợ của mình và vào năm 1385, xâm lược Azerbaijan. Phản ứng không thể tránh khỏi của Timur dẫn đến cuộc chiến Tokhtamysh – Timur. Trong giai đoạn đầu của cuộc chiến, Timur đã giành được một chiến thắng trong trận sông Kondurcha. Sau trận chiến, Tokhtamysh và một số quân của ông được phép trốn thoát. Sau thất bại đầu tiên của Tokhtamysh, Timur xâm lược Muscovy ở phía bắc của Tokhtamysh. Quân đội của Timur đốt cháy Ryazan và tiến về Moskva. Tuy nhiên quân của ông phải rút đi trước khi đến sông Oka bởi chiến dịch đổi mới của Tokhtamysh ở phía nam.
Trong giai đoạn đầu của cuộc xung đột với Tokhtamysh, Timur đã dẫn đầu một đội quân hơn 100.000 người tiến hơn 700 dặm về phía bắc vào thảo nguyên. Sau đó ông tiến về phía tây khoảng 1.000 dặm tiến trong một mặt trận hơn 10 dặm rộng. Trong cuộc tiến công này, quân đội của Timur đã tiến đủ xa về phía bắc để ở trong một vùng có những ngày hè rất dài khiến binh lính Hồi giáo của ông phàn nàn về việc phải duy trì một lịch trình cầu nguyện dài. Sau đó, quân đội của Tokhtamysh tiến vào bờ đông sông Volga ở vùng Orenburg và bị tiêu diệt trong trận sông Kondurcha, năm 1391.
Trong giai đoạn thứ hai của cuộc xung đột, Timur đã đi một con đường khác để đánh Tokhtamysh bằng cách xâm lược vương quốc Tokhtamysh qua vùng Kavkaz. Năm 1395, Timur đánh bại Tokhtamysh trong trận sông Terek, kết thúc cuộc đấu tranh giữa hai vị vua. Tokhtamysh không thể khôi phục lại quyền lực và uy tín của mình, và ông đã bị giết khoảng một thập kỷ sau đó tại khu vực Tyumen ngày nay. Trong suốt các chiến dịch của Timur, quân đội của ông đã phá hủy Sarai, kinh đô của Kim Trướng, và Astrakhan, sau đó làm gián đoạn Con đường Tơ lụa của quốc gia này. Hãn quốc Kim Trướng không còn nắm giữ quyền lực sau trận thua Timur.

### Ismaili
Vào tháng 5 năm 1393, quân đội của Timur xâm lược Anjudan, làm tê liệt làng Ismaili ở đây chỉ một năm sau cuộc tấn công của ông vào một làng Ismaili khác ở Mazandaran. Ngôi làng đã được chuẩn bị cho cuộc tấn công, bằng chứng là pháo đài và hệ thống đường hầm của nó được gia cố. Không nản lòng, binh lính của Timur tràn vào các đường hầm bằng cách băng qua một con kênh trên đó. Người ta vẫn chưa hiểu rõ lý do Timur tấn công ngôi làng này. Tuy nhiên, có ý kiến cho rằng những thuyết phục về tôn giáo và coi ông như một người thực thi thánh ý có thể đã góp phần thúc đẩy ông. Nhà sử học Ba Tư Khwandamir giải thích rằng sự hiện diện của người Ismaili ngày càng trở nên mạnh mẽ hơn về mặt chính trị ở Iraq thuộc Ba Tư. Một nhóm người dân địa phương trong khu vực không hài lòng với điều này và Khwandamir cho rằng những người dân địa phương này đã tập hợp và khiếu nại với Timur, và điều đó có lẽ đã kích động cuộc tấn công của ông vào làng Ismaili ở Anjudan lúc đó.

## Chiến dịch Ấn Độ

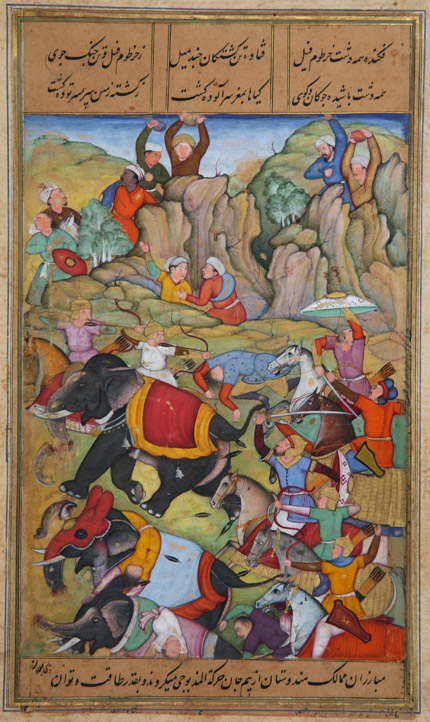
Timur đánh bại quân đội Ấn Độ vào các năm 1397–1398, tranh vẽ vào khoảng 1595–1600.

Biết được lãnh thổ Samarkand của mình đang được các lực lượng quân đội của ông xử lý, Thiếp Mộc Nhi đã quyết định tấn công Ấn Độ, nơi ông tin rằng các Hồi vương ở đây quá khoan dung đối với các tín đồ Hindu của họ. Năm 1398, Timur xâm lược miền bắc Ấn Độ, tấn công Vương quốc Hồi giáo Delhi do Sultan Nasir-ud-Din Mahmud Shah Tughluq của triều đại Tughlaq cai trị. Sau khi đem quân vượt qua sông Indus vào ngày 30 tháng 9 năm 1398, ông cho quân cướp phá Tulamba và tàn sát cư dân ở đó. Sau đó, quân đội của ông tiến lên và chiếm được Multan vào tháng 10. Cuộc xâm lược của ông ta không được ủng hộ vì hầu hết giới quý tộc Ấn Độ đều đầu hàng mà không giao tranh, tuy nhiên ông ta đã vấp phải sự kháng cự từ quân đội thống nhất của Rajputs và người Hồi giáo tại Bhatner dưới sự chỉ huy của Rao Dul Chand, Rao ban đầu phản đối Timur nhưng khi phải chịu áp lực từ Timur, ông ấy đã cân nhắc đầu hàng. Ông bị anh trai nhốt bên ngoài bức tường Bhatner và sau đó bị giết bởi Timur. Quân đồn trú của Bhatner sau đó đã chiến đấu và bị tàn sát đến người cuối cùng. Bhatner bị cướp phá và thiêu rụi.
Trong khi hành quân tới Delhi, Timur đã bị phản đối bởi giai cấp nông dân Jat, những người thường cướp bóc các đoàn lữ hành và sau đó chạy trốn vào rừng. Timur trong cơn giận dữ đã ra lệnh giết 2.000 người Jat và nhiều người khác bị bắt. Nhưng Vương quốc Hồi giáo ở Delhi đã không làm gì để ngăn cản bước tiến của ông.

### Chiếm đóng Delhi (1398)

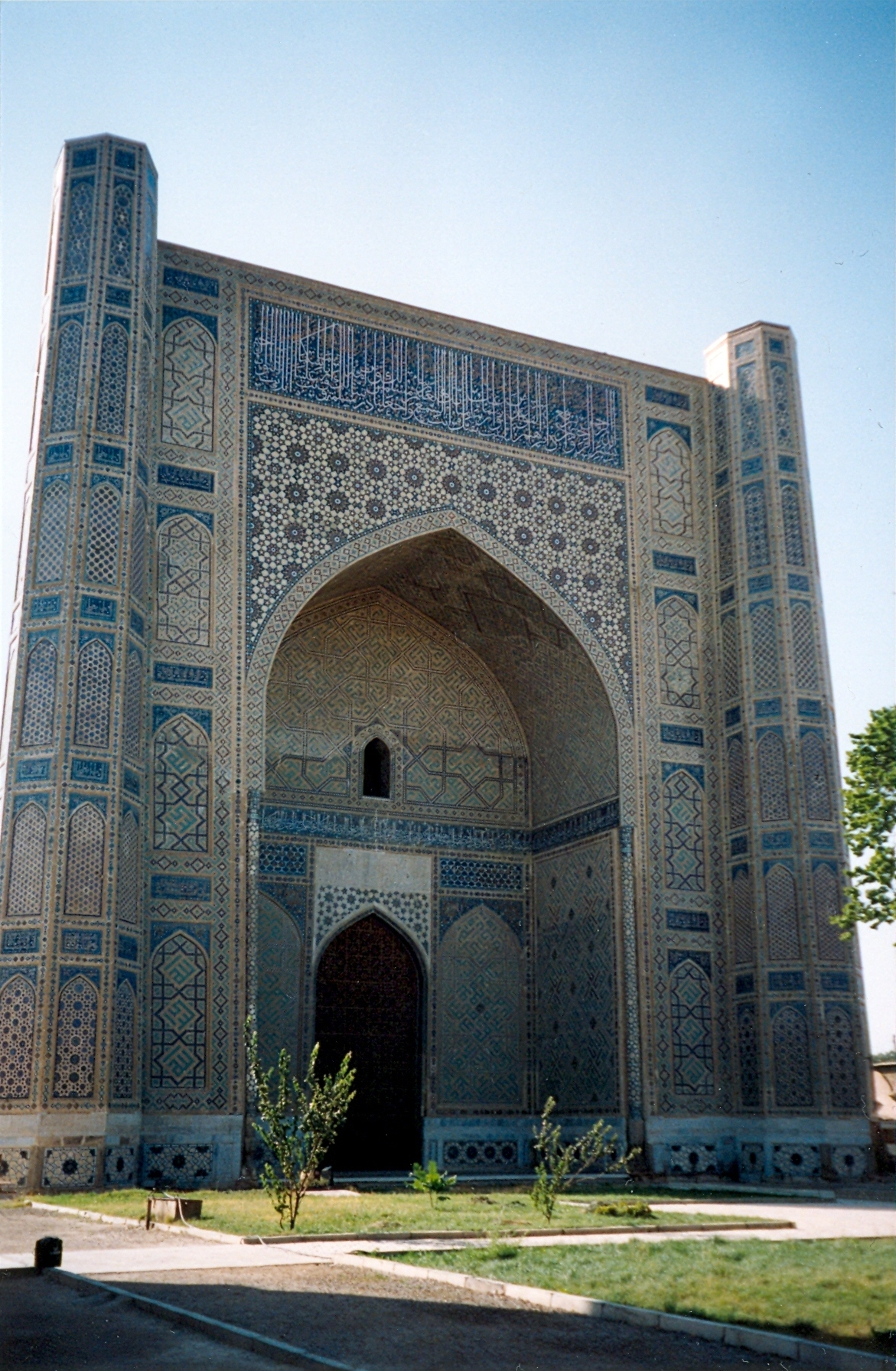
Nhà thờ Bibi-Khanym tại Samarkand được xây dựng bằng sự hỗ trợ của 90 con voi chiến mà Timur mang về từ Ấn Độ

Trận chiến diễn ra vào ngày 17 tháng 12 năm 1398. Sultan Nasir-ud-Din Mahmud Shah Tughluq và quân đội của Mallu Iqbal có những con voi chiến được bọc áo giáp bằng các vòng kim loại và chất độc trên ngà của chúng. Do nhóm quân người Tatar của Timur sợ voi, Timur ra lệnh đào một chiến hào trước vị trí của chúng. Sau đó, Timur chất lên những con lạc đà của mình nhiều gỗ và cỏ khô nhất có thể. Khi voi chiến lao tới, Timur đốt cỏ khô và dùng gậy sắt thúc lạc đà, khiến chúng lao vào voi, hú lên vì đau đớn. Timur hiểu rằng voi rất dễ hoảng sợ khi thấy cảnh này. Đối mặt với cảnh tượng kỳ lạ của những con lạc đà lao thẳng về phía mình với ngọn lửa từ lưng, những con voi sợ hãi quay lại và giẫm lên quân của Nasir-ud-Din Mahmud Shah Tughluq. Timur tận dụng sự rối đoạn sau đó của quân đội Nasir-ud-Din Mahmud Shah Tughluq, đã giành một chiến thắng dễ dàng. Nasir-ud-Din Mahmud Shah Tughluq chạy trốn với tàn quân của mình. Delhi bị chiếm đóng và bỏ lại trong đống đổ nát. Trước trận chiến giành Delhi, Timur đã hành quyết 100.000 người bị bắt.
Việc chiếm được Vương quốc Hồi giáo Delhi là một trong những chiến thắng vĩ đại nhất của Timur, vì vào thời điểm đó, Delhi là một trong những thành phố giàu có nhất thế giới. Sau khi Delhi thất thủ trước quân đội của Timur, các cuộc nổi dậy của người dân chống lại đế quốc Timurid bắt đầu xảy ra, dẫn đến một cuộc tàn sát đẫm máu trả đũa trong các bức tường thành. Sau ba ngày người dân nổi dậy ở Delhi, người ta nói rằng thành phố ngập tràn những thi thể đang phân hủy của dân thường với thủ cấp của họ được dựng lên như những công trình kiến trúc và những thi thể bị lính của Timur để lại làm thức ăn cho chim. Cuộc xâm lược và phá hủy Delhi của Timur tiếp tục gây ra sự hỗn loạn cho Ấn Độ, và thành phố không thể phục hồi sau mất mát to lớn mà nó phải gánh chịu trong gần một thế kỷ.
Timur diễu hành quân đội của mình vào Delhi, nơi ông chiếm phần lớn thành phố, một sự kiện có thể gây ra sự phẫn nộ lớn đối với người dân Ấn Độ. Kết quả của cuộc chinh phục này, ông đã rời khỏi Delhi với một phần lớn thành phố bị hư hỏng, sử dụng 90 con voi bắt được ở Ấn Độ để mang kho báu và đá từ mỏ đá cho kế hoạch xây dựng nhà thờ Hồi giáo Bibi-Khanym ở Samarkand.

## Chiến dịch Levant

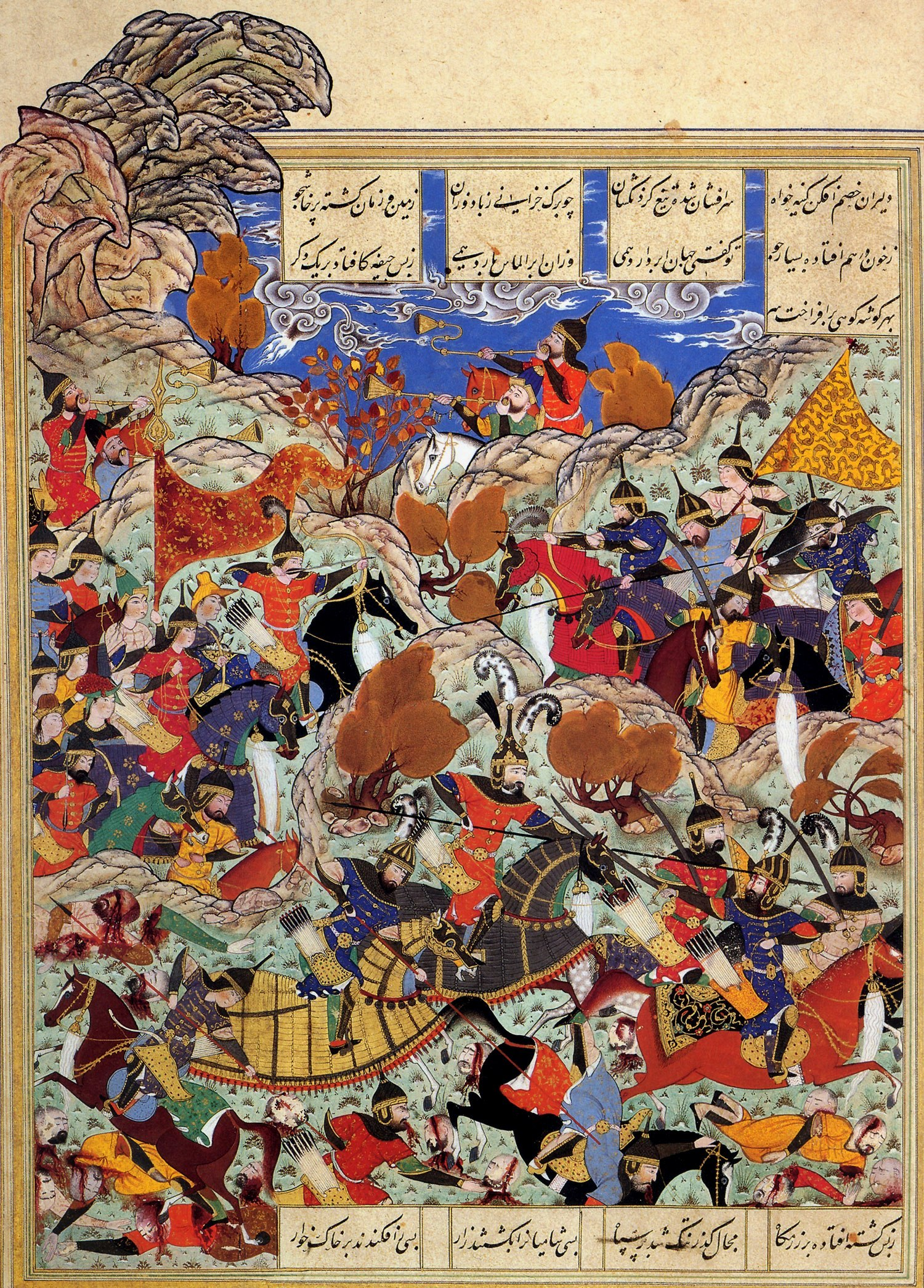
Timur xâm lược Ai Cập

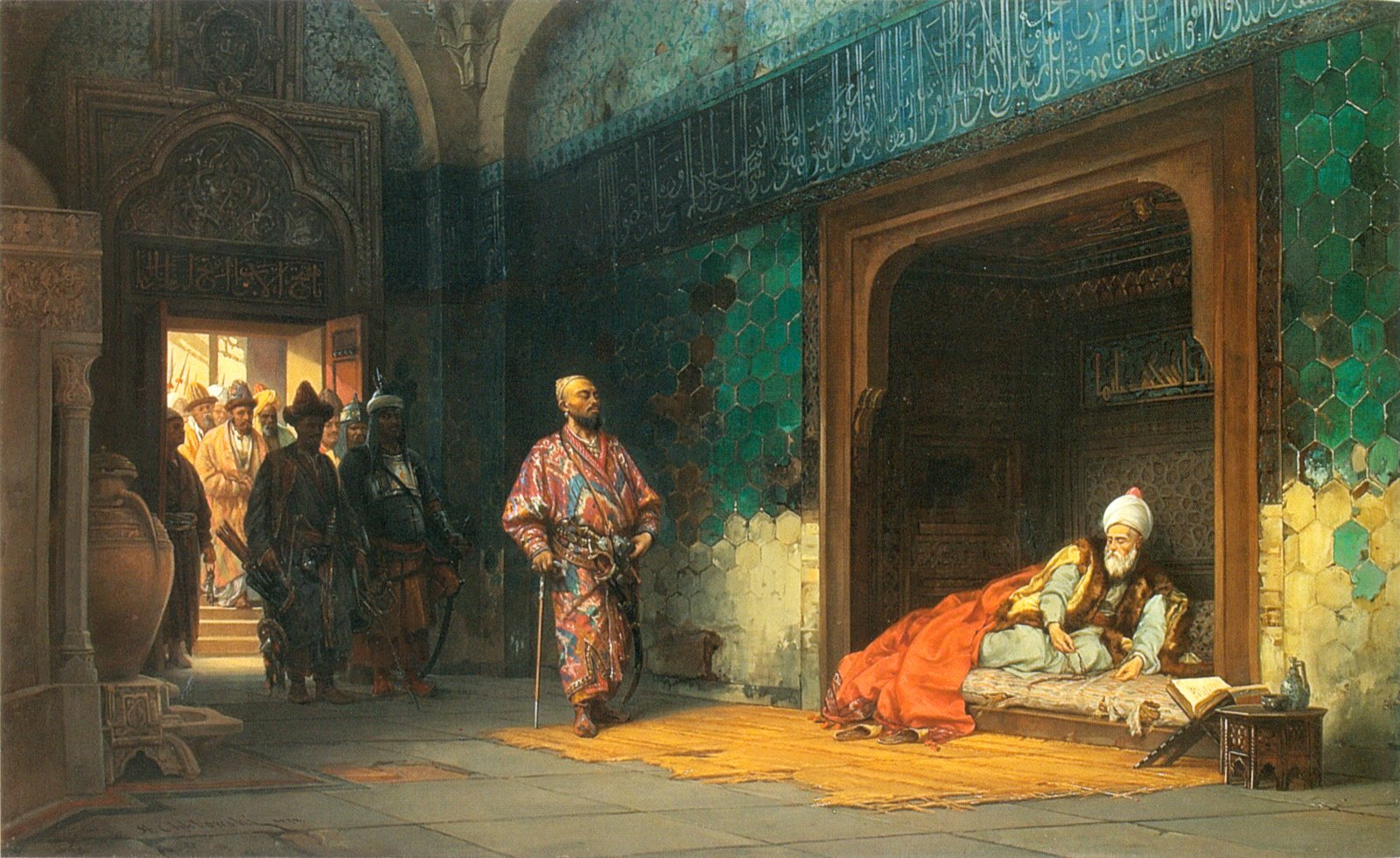
Timur bắt giam vua Bayezid I của đế quốc Ottoman.

Trước khi kết thúc năm 1399, Timur bắt đầu chiến tranh với Bayezid I, quốc vương của Đế quốc Ottoman, và vua nhà Mamluk của Ai Cập Nasir-ad-Din Faraj vì tội xâm phạm lãnh thổ. Bayezid bắt đầu sáp nhập lãnh thổ của những người Turkmen và những người cai trị Hồi giáo ở Anatolia. Do Timur tuyên bố chủ quyền đối với các nhà cai trị Turkoman, họ đã ẩn náu sau lưng ông.
Năm 1400, Timur xâm lược Armenia và Gruzia. Trong số những người sống sót, hơn 60.000 người dân địa phương bị bắt làm nô lệ, và nhiều quận bị tiêu diệt.
Sau đó, Timur chuyển sự chú ý sang Syria, cướp phá Aleppo và Damascus năm 1401. Cư dân của thành phố đã bị tàn sát, ngoại trừ các nghệ nhân, những người bị đem đến Samarkand để lao dịch. Timur cho rằng việc Umayyad Muawiyah I giết đại thần Hasan ibn Ali bởi và việc Yazid I giết Hussein ibn Ali là lý do khiến ông quyết định tàn sát cư dân Damascus.
Timur xâm lược Baghdad vào tháng 6 năm 1401. Sau khi chiếm được thành phố, 20.000 công dân ở đây đã bị thảm sát, và tất cả các tòa nhà và di tích quan trọng của thành phố bị phá hủy. Timur ra lệnh rằng mỗi người lính phải trở về với ít nhất hai đầu người bị chặt để cho ông ta thấy. Khi họ hết người để giết, nhiều chiến binh đã giết những tù nhân bị bắt trước đó trong chiến dịch, và khi họ hết tù nhân để giết, nhiều người đã dùng đến cách chặt đầu vợ của mình.

## Xâm lược Anatolia
Trong khi đó, hàng năm trời của những lá thư xúc phạm đã trôi qua giữa Timur và Bayezid I. Cả hai nhà cầm quyền đều lăng mạ nhau theo cách riêng của họ trong khi Timur thích làm suy yếu vị thế của Bayezid như một người cai trị và hạ thấp tầm quan trọng của những thành công quân sự của ông.
Đây là đoạn trích từ một trong những bức thư của Timur gửi cho vua Ottoman:
"Tin ta đi, ngươi chỉ là một con kiến tồi: đừng tìm cách chiến đấu với những con voi vì chúng sẽ đè bẹp ngươi dưới chân chúng. Liệu một hoàng tử nhỏ bé như ngươi có cạnh tranh với chúng ta không? Nhưng những kẻ thống trị (braggadocio) của ngươi không phải là phi thường; vì một người Turcoman không bao giờ phán xét. Nếu ngươi không tuân theo lời khuyên của chúng ta, ngươi sẽ phải hối hận ".
Cuối cùng, Timur xâm lược Anatolia và đánh bại Bayezid trong trận Ankara vào ngày 20 tháng 7 năm 1402. Bayezid bị bắt trong trận chiến và sau đó chết trong cảnh bị giam cầm, mở đầu cho cuộc nội chiến ở Ottoman kéo dài 12 năm. Động lực đã nêu của Timur để tấn công Bayezid và Đế quốc Ottoman là khôi phục quyền lực của nhà Seljuk. Timur coi nhà Seljuk là những chính thể cai trị hợp pháp của Anatolia vì họ đã được ban quyền cai trị bởi những người chinh phục Mông Cổ, một lần nữa minh họa sự quan tâm của Timur với tính hợp pháp của dòng dõi Thành Cát Tư hãn.
Timur đã bao vây và chiếm thành phố Smyrna, một thành trì của các Hiệp sĩ Cứu tế, do đó ông tự gọi mình là ghazi hay "Chiến binh của đạo Hồi". Một cuộc chặt đầu thảm sát hàng loạt dân chúng đã được thực hiện tại Smyrna bởi những người lính của Timur.
Timur đã rất tức giận với Cộng hòa Genova và Cộng hòa Venezia, khi tàu của họ giải cứu quân Ottoman đến Thracia an toàn. Như Lord Kinross đã báo cáo trong Các thế kỷ Ottoman, người Ý thích kẻ thù mà họ có thể xử lý hơn kẻ thù mà họ không thể.
Trong khi Timur xâm lược Anatolia, Qara Yusuf đã tấn công Baghdad và chiếm được nó vào năm 1402. Timur trở về Ba Tư từ Anatolia và gửi cháu trai của mình là Abu Bakr ibn Miran Shah đem quân tái chiếm Baghdad. Timur sau đó đã dành một thời gian ở Ardabil, nơi ông cho Ali Safavi, thủ lĩnh của Safaviyya, một số tù nhân. Sau đó, ông hành quân đến Khorasan và sau đó đến Samarkhand, nơi ông đã dành chín tháng để ăn mừng, nghỉ ngơi và chuẩn bị cho chiến dịch Đông tiến xâm lược Mông Cổ và Trung Quốc.

## Quan hệ với châu Âu

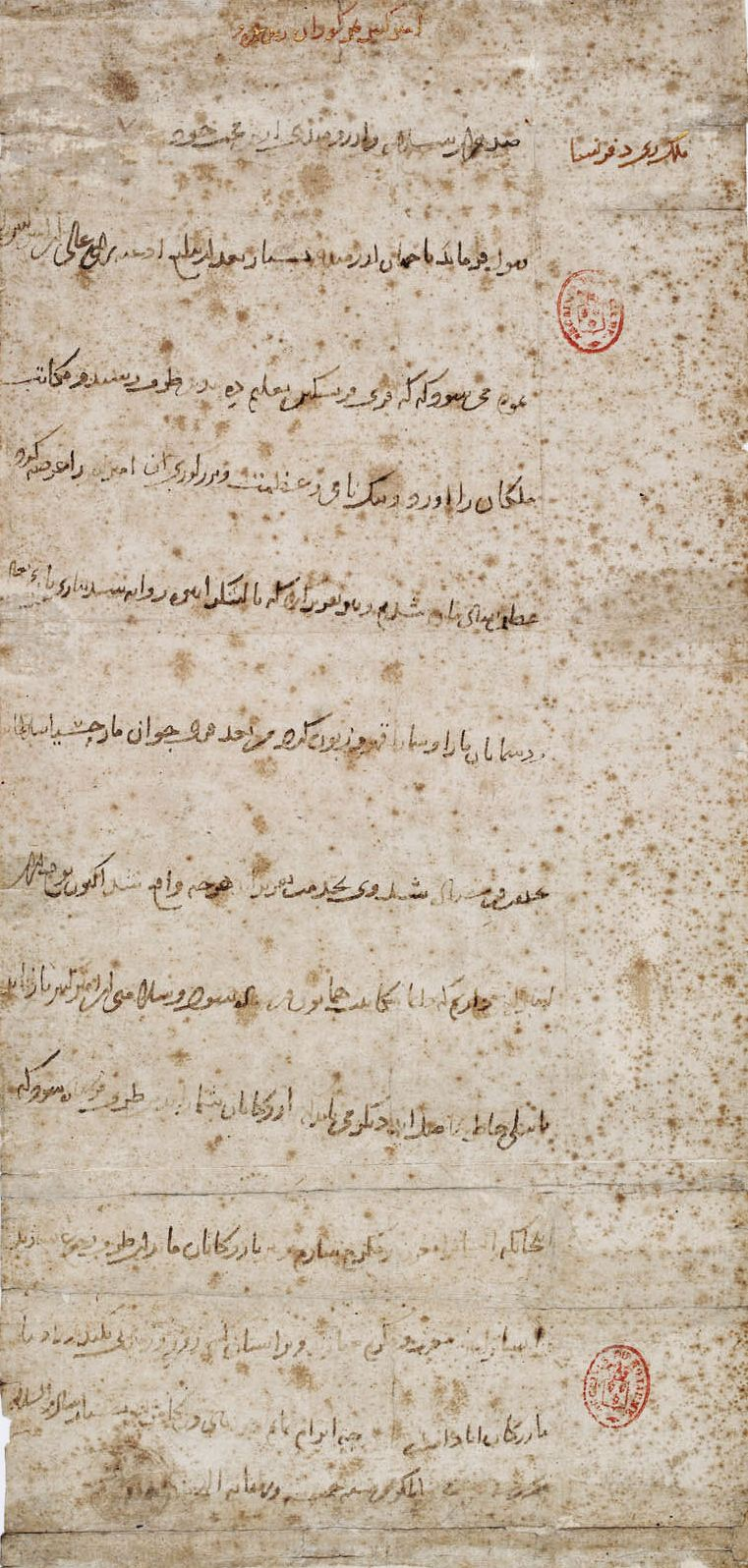
Bức thư của Timur gửi cho Charles VI của Pháp, 1402, một ví dụ cho quan hệ ngoại giao giữa đế quốc Timurid với châu Âu. Archives nationales, Paris.

Timur đã có nhiều trao đổi ngoại giao và thư từ với các quốc gia châu Âu khác nhau, đặc biệt là Tây Ban Nha và Pháp. Mối quan hệ giữa triều đình Henry III của Castile và triều đình của Timur đóng một phần quan trọng trong chính sách ngoại giao của Castilie thời Trung Cổ. Năm 1402, thời điểm diễn ra Trận Ankara, hai sứ giả Tây Ban Nha đã ở cùng Timur: Pelayo de Sotomayor và Fernando de Palazuelos. Sau đó, Timur đã gửi đến triều đình của Vương quốc León và Castile một sứ giả đến từ Sát Hợp Đài tên là Hajji Muhammad al-Qazi cùng với thư và quà.
Đổi lại, Henry III của Castile đã gửi một sứ giả nổi tiếng đến triều đình của Timur ở Samarkand vào năm 1403–06, do Ruy González de Clavijo dẫn đầu, cùng với hai sứ giả khác, Alfonso Paez và Gomez de Salazar. Khi trở về, Timur khẳng định rằng ông coi vua của Castile "như con ruột của mình".
Theo Clavijo, sự đối xử tốt của Timur đối với sứ giả Tây Ban Nha trái ngược với thái độ coi thường của ông ấy đối với các sứ giả của "lãnh chúa Cathay" (tức Vĩnh Lạc đế), hoàng đế Trung Hoa khi ấy. Chuyến thăm của Clavijo tới Samarkand đã cho phép ông báo cáo với người châu Âu về tin tức từ Cathay (Trung Quốc), nơi mà rất ít người châu Âu có thể đến thăm trực tiếp trong nhiều thế kỷ đã trôi qua kể từ chuyến du hành của Marco Polo.
Các kho lưu trữ của Pháp bảo tồn hai lá thư mà Timur gửi sang:
- Một lá thư ngày 30 tháng 7 năm 1402 của Timur gửi Charles VI của Pháp, đề nghị ông gửi thương nhân đến châu Á. Nó được viết bằng tiếng Ba Tư.[50]
- Một lá thư tháng 5 năm 1403. Đây là bản phiên âm tiếng Latin của một bức thư của Timur gửi Charles VI, và một bức thư khác của Miran Shah, con trai ông, gửi cho các hoàng tử Cơ đốc giáo, thông báo về chiến thắng của họ trước Bayezid I tại Smyrna.[51]

Một bản sao được lưu giữ về câu trả lời của Charles VI cho Timur, ngày 15 tháng 6 năm 1403.

## Ý đồ tấn công Đại Minh

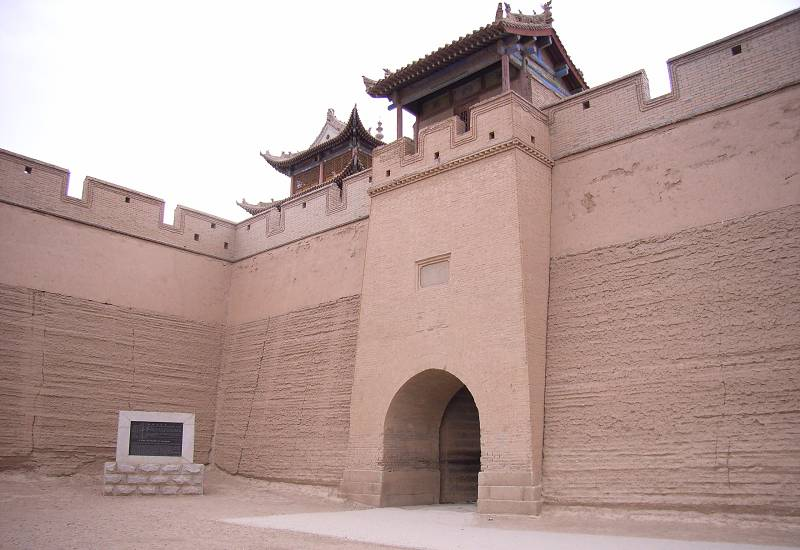
Cửa ải Gia Dục quan được nhà Minh củng cố để đề phòng cuộc tấn công của Timur.

Năm 1368, người Hán đánh đuổi người Mông Cổ khỏi lãnh địa Trung Quốc. Hoàng đế khai quốc nhà Minh, Hồng Vũ Đế, và con trai ông, Vĩnh Lạc Đế, đã thiết lập một mạng lưới triều cống tại nhiều quốc gia vùng Trung Á. Mối quan hệ bá chủ-chư hầu giữa Đế quốc Đại Minh với Đế quốc Timur đã tồn tại suốt một thời gian dài. Năm 1394, các sứ thần của Hồng Vũ Đế trao cho Thiếp Mộc Nhi một lá thư coi ông như một thần dân của Đại Minh. Thiếp Mộc Nhi ra lệnh giam cầm ba sứ thần Phó An, Quách Kính và Lưu Uy. Cả sứ thần tiếp theo mà Hồng Vũ Đế phái tới là Trần Đức Văn và phái đoàn thông báo Vĩnh Lạc Đế đăng quang đều có kết quả ngoại giao không khả quan hơn.
Cuối cùng, Thiếp Mộc Nhi quyết định lên kế hoạch xâm lược Trung Quốc. Ông liên minh với các bộ lạc Mông Cổ còn sót lại ở bình nguyên Mông Cổ và chuẩn bị sẵn sàng tìm mọi cách để đến Bukhara. Đại hãn Bắc Nguyên khi ấy là Khắc Đồ Hãn đã gửi cháu trai của mình là Bản Nhã Thất Lý (hay còn gọi là "Buyanshir Khan" sau khi ông đổi sang đạo Hồi lúc sinh sống ở Samarkand) đến gặp sứ giả của Thiếp Mộc Nhi để bàn kế hoạch tác chiến.

## Qua đời

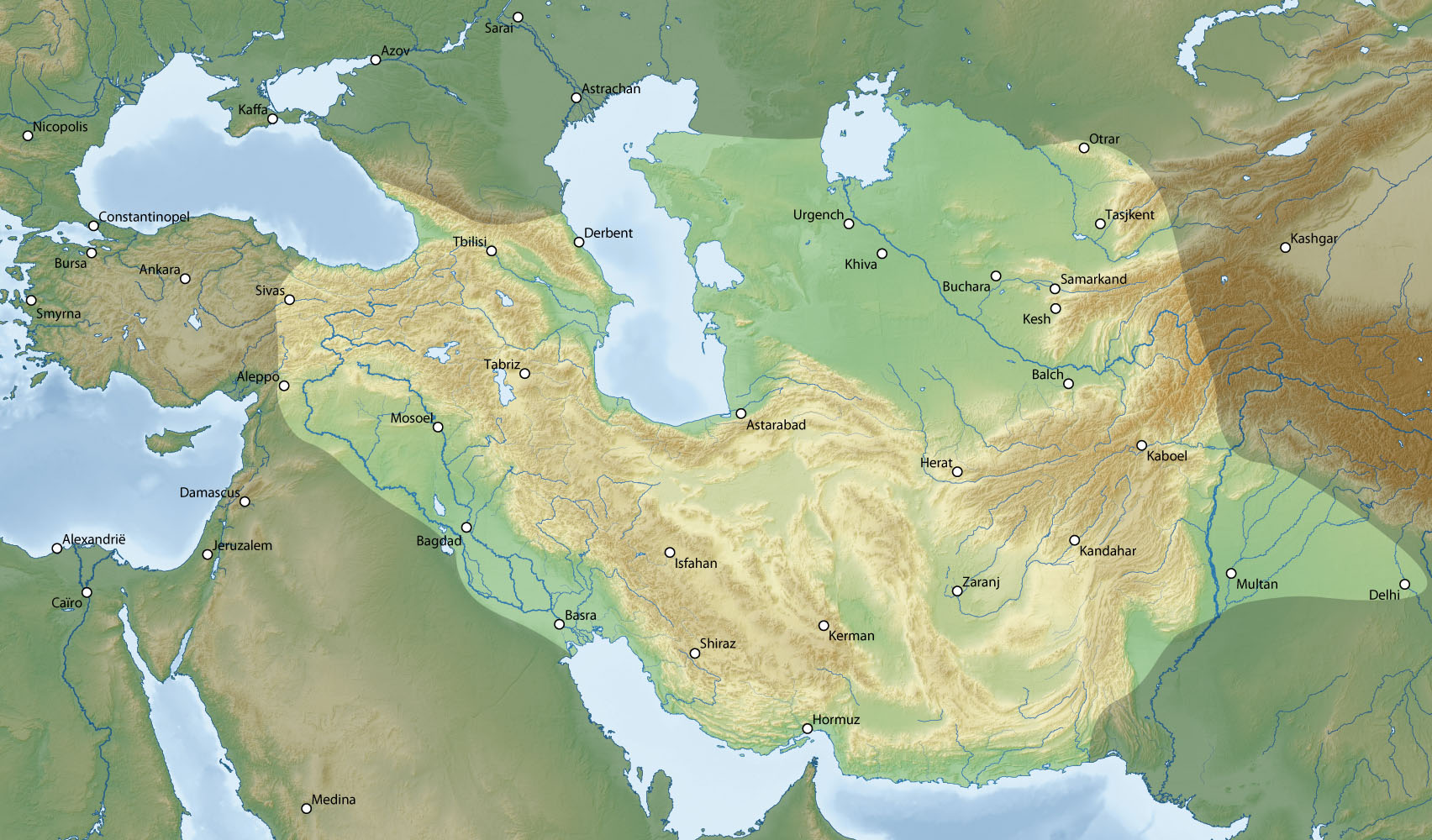
Đế quốc Timurid sau cái chết của Timur, 1405

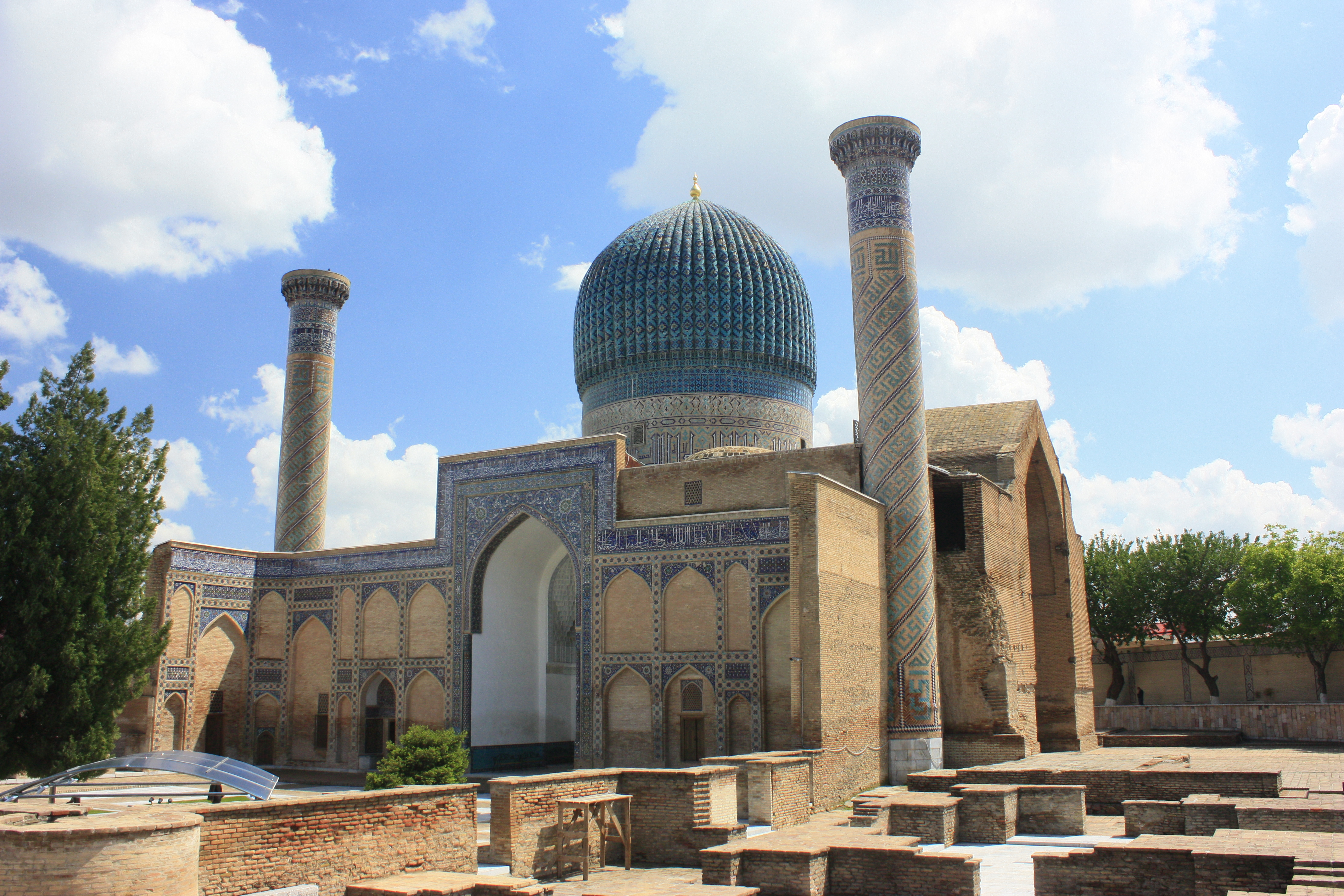
Gur-e-Amir, lăng mộ của Timur, nằm ở Samarkand, Uzbekistan.

Timur thường thích bắt đầu các cuộc chinh phạt của mình vào mùa xuân. Tuy nhiên, ông đã chết trên đường đi trong một chiến dịch bất thường vào mùa đông. Vào tháng 12 năm 1404, sau một thời gian lên kế hoạch, Timur quyết định thực hiện chiến dịch quân sự tấn công nhà Minh Trung Quốc vào mùa đông và bắt giữ một sứ thần nhà Minh sau đó. Ông và đội quân 200.000 tướng sĩ cố băng qua tuyết sâu và những con sông đóng băng để tới Trung Quốc, nhưng cuối cùng phải dừng lại ở Kazakhstan. Ông bị cảm lạnh trong khi đang ẩn náu ở một khu vực xa hơn của Syr Daria và qua đời tại Farab vào ngày 18 tháng 2 năm 1405, khi quân đội của ông vẫn chưa đến được biên giới Trung Quốc. Sau khi ông qua đời, các sứ thần nhà Minh đã được trả tự do bởi cháu trai ông là Cáp Lợi Lặc.
Cuộc viễn chinh tới Trung Quốc của ông đã bị hủy bỏ ngay lập tức, và thi hài của ông đã được đưa về Samarkand, và được mai táng dưới vòm mộ Gur-e Amir trong một chiếc quan tài bằng thép dưới một tấm ngọc bích dài 6 feet. Nhà địa lý học Clements Markham, trong phần giới thiệu câu chuyện về chuyến thăm Samarkand của sứ giả Tây Ban Nha Clavijo, nói rằng, sau khi Timur qua đời, thi thể của ông "được ướp với xạ hương và nước hoa hồng, bọc trong vải lanh, đặt trong quan tài bằng gỗ mun và gửi đến Samarkand, nơi nó được chôn cất.". Lăng mộ của ông, Gur-e Amir, vẫn còn ở Samarkand, mặc dù nó đã được trùng tu rất nhiều trong những năm gần đây. Trên bia lăng có ghi: "Đây là nơi nghỉ ngơi của một vị vua hùng mạnh và vĩ đại, vị vua vĩ đại nhất, chiến binh hùng mạnh nhất, Chúa Timur, Đấng Chiến thắng của Thế giới".

### Người kế vị
Timur trước đây đã hai lần bổ nhiệm một người thừa kế rõ ràng để kế vị ông, cả hai đều là những người ông đều sống lâu hơn. Người đầu tiên, con trai ông Jahangir, chết vì bệnh vào năm 1376. Người thứ hai, cháu trai của ông là Muhammad Sultan, đã không thể qua khỏi với vết thương khi chiến đấu vào năm 1403. Sau cái chết của cháu trai, Timur đã không còn đề cập đến người thay thế ông. Chỉ khi đang nằm trên giường bệnh, ông mới chỉ định em trai của Muhammad Sultan, Pir Muhammad làm người kế vị.
Pir Muhammad đã không nhận được sự ủng hộ đầy đủ từ những người thân của mình và một cuộc nội chiến gay gắt nổ ra giữa các hậu duệ của Timur, với nhiều hoàng tử theo đuổi yêu sách của họ. Mãi đến năm 1409, con trai út của Timur là Shahrukh Mirza mới có thể vượt qua các đối thủ của mình và lên ngôi với tư cách là người kế vị Timur.

## Quan điểm tôn giáo
Timur là một người theo Hồi giáo Sunni, có thể thuộc trường phái Naqshbandi, có ảnh hưởng ở Transoxiana. Cố vấn tôn giáo chính thức của ông là học giả Hanafi 'Abdu' l-Jabbar Khwarazmi. Tại Termez, ông đã chịu ảnh hưởng của người thầy tâm linh Sayyid Baraka, một thủ lĩnh từ Balkh, người được chôn cùng Timur ở Gur-e-Amir.
Timur được biết đến là người coi trọng Ali bin Abu Talib và Ahl al-Bayt và đã được nhiều học giả ghi nhận vì lập trường "thân Shia". Tuy nhiên, ông cũng trừng phạt những người Shia vì đã xúc phạm ký ức của Sahaba. Timur cũng được ghi nhận vì đã tấn công người Shia với chủ nghĩa xin lỗi của người Sunni, trong khi đôi khi ông cũng tấn công người Sunni do vấn đề tôn giáo. Ngược lại, Timur đánh giá cao vua nhà Seljuk Ahmad Sanjar vì đã tấn công người Ismaili tại Alamut, trong khi cuộc tấn công của chính Timur vào người Ismaili tại Anjudan cũng tàn bạo không kém.

## Nhân cách

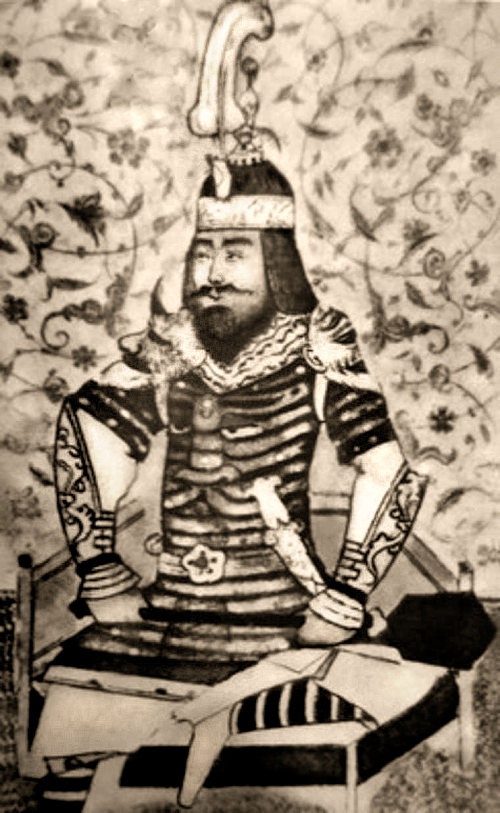
Tranh vẽ Timur, được thực hiện vào thời nhà Timurid.

Timur được coi là một thiên tài quân sự và là một chiến lược gia xuất sắc với khả năng kỳ lạ khi làm việc trong một cấu trúc chính trị linh hoạt để giành chiến thắng và duy trì một lượng người du mục trung thành trong thời gian ông cai trị ở Trung Á. Ông cũng được coi là cực kỳ thông minh - không chỉ về trực giác mà còn về trí tuệ.:16 Ở Samarkand và nhiều chuyến du hành của mình, Timur, dưới sự hướng dẫn của các học giả nổi tiếng, có thể đã học các ngôn ngữ Ba Tư, Mông Cổ và Turk :9(theo Ahmad ibn Arabshah, Timur không thể nói tiếng Ả Rập). Quan trọng hơn, Timur được miêu tả là một kẻ cơ hội. Tận dụng di sản Turk-Mông Cổ của mình, Timur thường xuyên sử dụng tôn giáo Hồi giáo hoặc luật Shari'a, fiqh và truyền thống của Đế chế Mông Cổ để đạt được các mục tiêu quân sự hoặc mục tiêu chính trị trong nước. Timur là một vị vua uyên bác, và rất thích sự đồng hành của các học giả; ông đã bao dung và rộng lượng với họ. Ông là người cùng thời với nhà thơ Ba Tư Hafez, và câu chuyện về cuộc gặp gỡ của họ giải thích rằng Timur đã triệu hồi Hafez, người đã viết hai câu thơ sau:
Đối với nốt ruồi đen trên má của hoàng thượng

Thần sẽ cho các thành phố Samarkand và Bukhara.
Timur quở trách ông vì câu này và nói, "Bằng những cú đánh của thanh gươm tôi luyện, ta đã chinh phục phần lớn của thế giới để mở rộng Samarkand và Bukhara, thủ đô và nơi ở của ta; và ngươi, sinh vật đáng thương, sẽ đổi hai thành phố này để lấy một nốt ruồi." Hafez, không hề chịu khuất phục, trả lời, "Chính nhờ sự hào phóng tương tự mà thần đã giảm được tình trạng nghèo đói hiện tại của thần." Được biết, nhà vua hài lòng bởi câu trả lời dí dỏm và ban thưởng rất hậu cho ông.
Bản chất kiên trì của Timur được cho là xuất hiện sau một cuộc đột kích bất thành vào ngôi làng gần đó, diễn ra ở giai đoạn đầu cuộc đời lừng lẫy của ông. Truyền thuyết kể rằng Timur, bị thương bởi một mũi tên của kẻ thù, đã tìm thấy nơi trú ẩn tại tàn tích bỏ hoang của một pháo đài cũ trong sa mạc. Đang than thở cho số phận của mình, Timur bỗng nhìn thấy một con kiến nhỏ đang mang một hạt ngũ cốc trên một bức tường cũ nát. Nghĩ rằng cái kết đã cận kề, Timur hướng mọi sự chú ý vào con kiến đó và quan sát xem nó có gặp khó khăn gì bởi gió hay kích thước của hạt ngũ cốc hay không, con kiến rơi xuống đất mỗi khi nó cố mang hạt bò lên tường. Timur đã đếm được tổng cộng 69 lần thất bại của nó và cuối cùng, ở lần thử thứ 70, chú kiến nhỏ đã thành công và tiến vào tổ với phần thưởng quý giá. Nếu một con kiến có thể kiên trì như thế này, Timur nghĩ, thì chắc chắn một con người cũng có thể làm được như vậy. Được truyền cảm hứng từ con kiến siêng năng, ông quyết định rằng mình sẽ không bao giờ mất hy vọng nữa, và cuối cùng chuỗi sự kiện, cùng với sự kiên trì và thiên tài quân sự đã khiến ông trở thành vị vua quyền lực nhất trong thời đại của mình.
Có một quan điểm được chia sẻ rằng động cơ thực sự của Timur cho các chiến dịch của mình là tham vọng đế quốc của ông ta. Tuy nhiên, những lời sau đây của Timur: "Toàn bộ khu vực có người sinh sống trên thế giới không đủ rộng để có hai vị vua" giải thích rằng mong muốn thực sự của ông là "làm kinh ngạc thế giới", và thông qua các chiến dịch cướp phá của ông, để tạo ra một ấn tượng hơn là để đạt được kết quả lâu dài. Điều này được hỗ trợ bởi thực tế là ngoài Ba Tư, Timur chỉ đơn giản là cướp bóc của cải của các quốc gia mà ông xâm lược với mục đích làm giàu cho kinh đô Samarqand và bỏ bê các khu vực bị chinh phục, điều này có thể dẫn đến sự tan rã tương đối nhanh chóng của đế quốc của ông sau khi ông qua đời.
Timur thường sử dụng cách nói tiếng Ba Tư trong các cuộc trò chuyện của mình và phương châm của ông là cụm từ tiếng Ba Tư rāstī rustī (راستی رستی, nghĩa là "sự thật là an toàn" hoặc veritas salus).

## Di sản
Di sản của Timur là một thứ trộn lẫn; trong khi khu vực Trung Á phát triển rực rỡ dưới thời kỳ cai trị của ông, những nơi khác như Bagdad, Damascus, Delhi và các thành phố ở Ả Rập, Ba Tư, Ấn Độ và Thổ Nhĩ Kỳ đã bị quân đội ông cướp đoạt, phá hủy và hàng triệu người đã bị tàn sát. Ông cũng chịu trách nhiệm cho việc phá hủy hiệu quả Cảnh giáo Nestoria ở phần lớn châu Á. Do đó trong khi danh tiếng tích cực của Timur vẫn còn được duy trì ở Trung Á, ông lại bị phỉ báng bởi các xã hội ở Ấn Độ, Ba Tư và Ả Rập, nơi một số tội ác lớn nhất của ông đã được thực hiện. Tuy nhiên, Ibn Khaldun ca ngợi Timur vì đã thống nhất phần lớn thế giới Hồi giáo trong khi những kẻ chinh phục khác thời đó không thể làm được. Nhà chinh phục vĩ đại tiếp theo của Trung Đông, Nader Shah, chịu ảnh hưởng rất lớn từ Timur và gần như tái hiện lại các cuộc chinh phạt và chiến lược chiến đấu của Timur trong các chiến dịch của chính mình. Giống như Timur, Nader Shah đã chinh phục hầu hết Caucasia, Ba Tư và Trung Á cùng với việc cướp phá Delhi.
Đế chế tồn tại ngắn ngủi của Timur cũng kết hợp truyền thống Turk-Ba Tư ở Transoxiana, và ở hầu hết các lãnh thổ mà ông đưa vào đế quốc của mình, tiếng Ba Tư trở thành ngôn ngữ cơ bản của hành chính và văn hóa, bất kể sắc tộc. Ngoài ra, trong thời gian trị vì của ông, một số đóng góp cho văn học Turk đã được chấp bút, với kết quả là ảnh hưởng văn hóa Turk mở rộng và phát triển mạnh mẽ. Một dạng văn học của Turk Sát Hợp Đài được sử dụng cùng với tiếng Ba Tư như một ngôn ngữ chính thức và văn hóa.
Tamerlane hầu như đã tiêu diệt Cảnh giáo, vốn trước đây là một nhánh chính của Kitô giáo nhưng sau đó phần lớn bị giới hạn trong một khu vực nhỏ ngày nay được gọi là Tam giác Assyria.
Timur trở thành một nhân vật tương đối nổi tiếng ở châu Âu trong nhiều thế kỷ sau khi ông qua đời, chủ yếu là vì chiến thắng của ông trước đế quốc Ottoman của Bayezid I. Quân đội Ottoman vào thời điểm đó đang xâm lược Đông Âu và trớ trêu thay Timur lại được coi là đồng minh của họ.

Tượng Tamerlane ở Uzbekistan. Hậu cảnh là những tàn tích của cung điện mùa hè của ông ở Shahrisabz.

Timur hiện đã được chính thức công nhận là anh hùng dân tộc ở Uzbekistan. Tượng đài của ông ở Tashkent hiện chiếm vị trí mà bức tượng của triết gia Karl Marx đã từng đứng.
Muhammad Iqbal, một nhà triết học, nhà thơ và chính trị gia ở Ấn Độ thuộc Anh, người được nhiều người coi là người đã truyền cảm hứng cho phong trào giành độc lập ở Pakistan, đã sáng tác một bài thơ đáng chú ý mang tên Giấc mơ của Timur, bản thân bài thơ được lấy cảm hứng từ một lời cầu nguyện của hoàng đế cuối cùng của đế quốc Mughal, Bahadur Shah II:
Sharif của Hejaz đau khổ do sự phân chia giáo phái gây chia rẽ trong đức tin của ông, Và lo! chàng trai người Tatar (Timur) ấy đã tái hiện một cách táo bạo những chiến công hào hùng của cuộc chinh phạt áp đảo.

Năm 1794, Sake Dean Mahomed xuất bản cuốn sách du lịch của mình, chuyến ngao du của Dean Mahomet. Cuốn sách bắt đầu bằng lời ca ngợi Thành Cát Tư Hãn, Timur, và đặc biệt là hoàng đế Mughal đầu tiên, Babur. Ông cũng đưa ra những chi tiết quan trọng về Hoàng đế Mughal lúc bấy giờ là Shah Alam II.

### Ảnh hưởng đến châu Âu
Timur được cho là đã có tác động đáng kể đến văn hóa Phục hưng và châu Âu buổi đầu thời hiện đại. Những thành tựu của ông đã khiến người châu Âu từ thế kỷ XV đến đầu thế kỷ XIX vừa ngưỡng mộ, vừa khiếp sợ.
Các quan điểm của người châu Âu về Timur bị trộn lẫn trong suốt thế kỷ 15, với một số nước châu Âu gọi ông là đồng minh và những nước khác coi ông là mối đe dọa đối với châu Âu vì sự bành trướng nhanh chóng và sự tàn bạo của ông.:341
Khi Timur bắt được Bayezid I của Ottoman tại Ankara, ông thường được các nhà cầm quyền châu Âu ca ngợi và coi là đồng minh đáng tin cậy, chẳng hạn như Charles VI của Pháp và Henry IV của Anh, vì họ tin rằng ông đã cứu Kitô giáo khỏi Đế chế Thổ Nhĩ Kỳ ở Trung Đông. Hai vị vua đó cũng ca ngợi ông vì chiến thắng của ông tại Ankara đã cho phép các thương gia  Kitô giáo ở lại Trung Đông và cho phép họ trở về nhà an toàn ở cả Pháp và Anh. Timur cũng được ca ngợi vì người ta tin rằng ông đã giúp khôi phục quyền đi lại cho những người hành hương Kitô giáo đến Đất Thánh.:341–44
Những người châu Âu khác coi Timur như một kẻ thù man rợ, kẻ đe dọa cả văn hóa châu Âu và tôn giáo của Kitô giáo. Việc ông lên nắm quyền đã khiến nhiều nhà lãnh đạo, chẳng hạn như Henry III của Castile, gửi sứ giả đến Samarkand để dò xét Timur, tìm hiểu về người dân của ông, liên minh với ông, và cố gắng thuyết phục ông chuyển sang Kitô giáo để tránh chiến tranh.:348–49

## Sự khai quật và lời nguyền bí ẩn

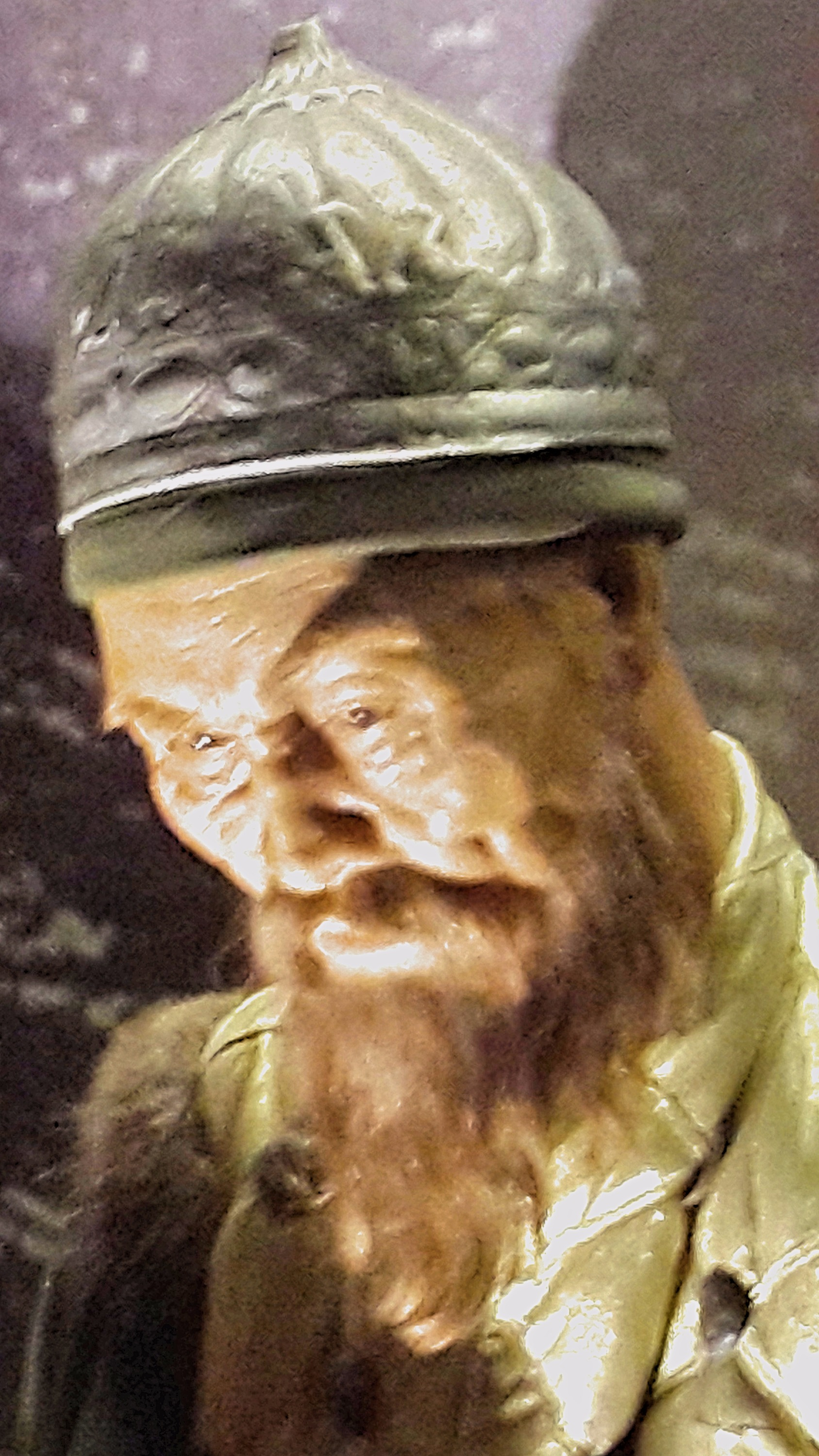
Tượng sáp của Timur được làm ở Thổ Nhĩ Kỳ.

Thi hài của Timur được khai quật từ lăng mộ của ông vào ngày 19 tháng 6 năm 1941 và hài cốt của ông đã được các nhà nhân chủng học Liên Xô Mikhail M. Gerasimov, Lev V. Oshanin và V. Ia. Zezenkova kiểm tra. Gerasimov đã tái tạo lại hình dáng của Timur từ hộp sọ của ông và nhận thấy rằng các đặc điểm trên khuôn mặt của ông thể hiện "các đặc điểm Mongoloid điển hình" (thuật ngữ phân loại hiện đại chính xác đang được đổi thành Đông Á). Một nghiên cứu nhân chủng học vào năm 1964 của Bảo tàng Peabody cho thấy sọ của ông thuộc chủng Mongoloid ở Nam Siberia. Với chiều cao 5 feet 8 inch (173 cm), Timur khá cao so với thời đại của ông. Các cuộc kiểm tra xác nhận rằng Timur bị tật nguyền và có một cánh tay phải khô héo do vết thương cũ. Xương đùi phải của ông đã đan vào nhau với xương bánh chè, và cấu trúc của khớp gối cho thấy rằng ông đã giữ chân của mình luôn cong và do đó có thể đã phải di chuyển khập khiễng. Timur có dáng ngực rộng, tóc và râu có màu đỏ. Người ta cho rằng ngôi mộ của Timur có khắc dòng chữ, "Khi ta sống lại từ cõi chết, thế giới sẽ run sợ." Người ta cũng nói rằng khi Gerasimov khai quật thi thể, một dòng chữ bổ sung bên trong quan tài đã được tìm thấy, "Bất kỳ ai (sic) mở lăng mộ của ta sẽ giải phóng một kẻ xâm lược khủng khiếp hơn ta." Do cuộc nghiên cứu này diễn ra trong Thế chiến thứ II, ba ngày sau khi Gerasimov bắt đầu cuộc khai quật, Adolf Hitler phát động Chiến dịch Barbarossa, cuộc xâm lược quân sự lớn nhất mọi thời đại của Đức Quốc xã vào Liên Xô. Timur được chôn cất lại với đầy đủ nghi thức Hồi giáo vào tháng 11 năm 1942 ngay trước chiến thắng của Liên Xô trong trận Stalingrad.
Người đầu tiên được cho là nạn nhân của lời nguyền được khắc trên lăng mộ Timur là người cai trị nhà Afsharid của Ba Tư Nader Shah, người đã mang phiến ngọc bích từ nơi an nghỉ cuối cùng của Timur đến Ba Tư vào năm 1740 và bẻ nó thành hai nửa. Con trai của Nader Shah bị ốm gần như ngay lập tức sau khi viên ngọc bích đến thủ đô Ba Tư, và mọi thứ bắt đầu trở nên tồi tệ đến mức các cố vấn của Nader đã cầu xin ông hãy trả nó về lăng mộ. Nó đã được gửi trở lại Samarqand, và con trai của Nader đã hồi phục, mặc dù chính Nader Shah cũng bị ám sát chỉ vài năm sau đó.

## Gia quyến

### Vợ và phối ngẫu
Timur có 43 người vợ và thê thiếp, tất cả những người phụ nữ này cũng là phối ngẫu của ông. Timur đã thu thập hàng chục phụ nữ làm vợ và thê thiếp khi ông chinh phục vùng đất của cha họ hoặc những người chồng trước đó của họ.
- Turmish Agha, mẹ của hoàng tử Jahangir Mirza, Jahanshah Mirza và Aka Begi;
- Oljay Turkhan Agha (kết hôn năm 1357/58), con gái của Amir Mashlah và cháu gái của Amir Qazaghan;
- Saray Mulk Khanum (kết hôn năm 1367), góa phụ của Amir Husain, và con gái của Qazan Khan;
- Islam Agha (kết hôn năm 1367), góa phụ của Amir Husain, và con gái của Amir Bayan Salduz;
- Ulus Agha (kết hôn năm 1367), góa phụ của Amir Husain, và con gái của Amir Khizr Yasuri;
- Dilshad Agha (kết hôn năm 1374), con gái của Shams ed-Din và vợ ông Bujan Agha;
- Touman Agha (kết hôn năm 1377), con gái của Amir Musa và vợ Arzu Mulk Agha, con gái của Amir Bayezid Jalayir;
- Chulpan Mulk Agha, con gái của Haji Beg xứ Jetah;
- Tukal Khanum (kết hôn năm 1397), con gái của hãn Mông Cổ Khizr Khawaja Oglan;
- Tolun Agha, vợ lẽ và mẹ của Umar Shaikh Mirza I;
- Mengli Agha, vợ lẽ và mẹ của Miran Shah;
- Toghay Turkhan Agha, phu nhân của Kara Khitai, góa phụ của Amir Husain, và là mẹ của Shahrukh Mirza;
- Tughdi Bey Agha, con gái của Aq Sufi Qongirat;
- Sultan Aray Agha, một tiểu thư Nukuz;
- Malikanshah Agha, một phụ nữ Filuni;
- Khand Malik Agha, mẹ của Ibrahim Mirza;
- Sultan Agha, mẹ của một cậu con trai chết từ khi còn nhỏ;

Những người vợ và thê thiếp khác của ông bao gồm: Dawlat Tarkan Agha, Burhan Agha, Jani Beg Agha, Tini Beg Agha, Durr Sultan Agha, Munduz Agha, Bakht Sultan Agha, Nowruz Agha, Jahan Bakht Agha, Nigar Agha, Ruhparwar Agha, Dil Beg Agha Dilshad Agha, Murad Beg Agha, Piruzbakht Agha, Khoshkeldi Agha, Dilkhosh Agha, Barat Bey Agha, Sevinch Malik Agha, Arzu Bey Agha, Yadgar Sultan Agha, Khudadad Agha, Bakht Nigar Agha, Qutlu Bey Agha và một người khác.

### Con cái

#### Con trai
Umar Shaikh Mirza I - mẹ là Tolun Agha
Jahangir Mirza - mẹ là Turmish Agha
Miran Shah Mirza - mẹ là Mengli Agha
Shahrukh Mirza - mẹ là Toghay Turkhan Agha

#### Con gái
- Aka Begi (mất năm 1382) - mẹ là Turmish Agha. Kết hôn với Muhammad Beg, con trai của Amir Musa Tayichiud
- Sultan Bakht Begum (mất 1429/30) - mẹ là Oljay Turkhan Agha. Kết hôn lần đầu với Muhammad Mirke Apardi, kết hôn lần hai, 1389/90, với Sulayman Shah Dughlat
- Sa'adat Sultan - mẹ là Dilshad Agha
- Bikijan - mẹ là Mengli Agha
- Qutlugh Sultan Agha - mẹ là Toghay Turkhan Agha[78][79]